# Tholpavakuthu

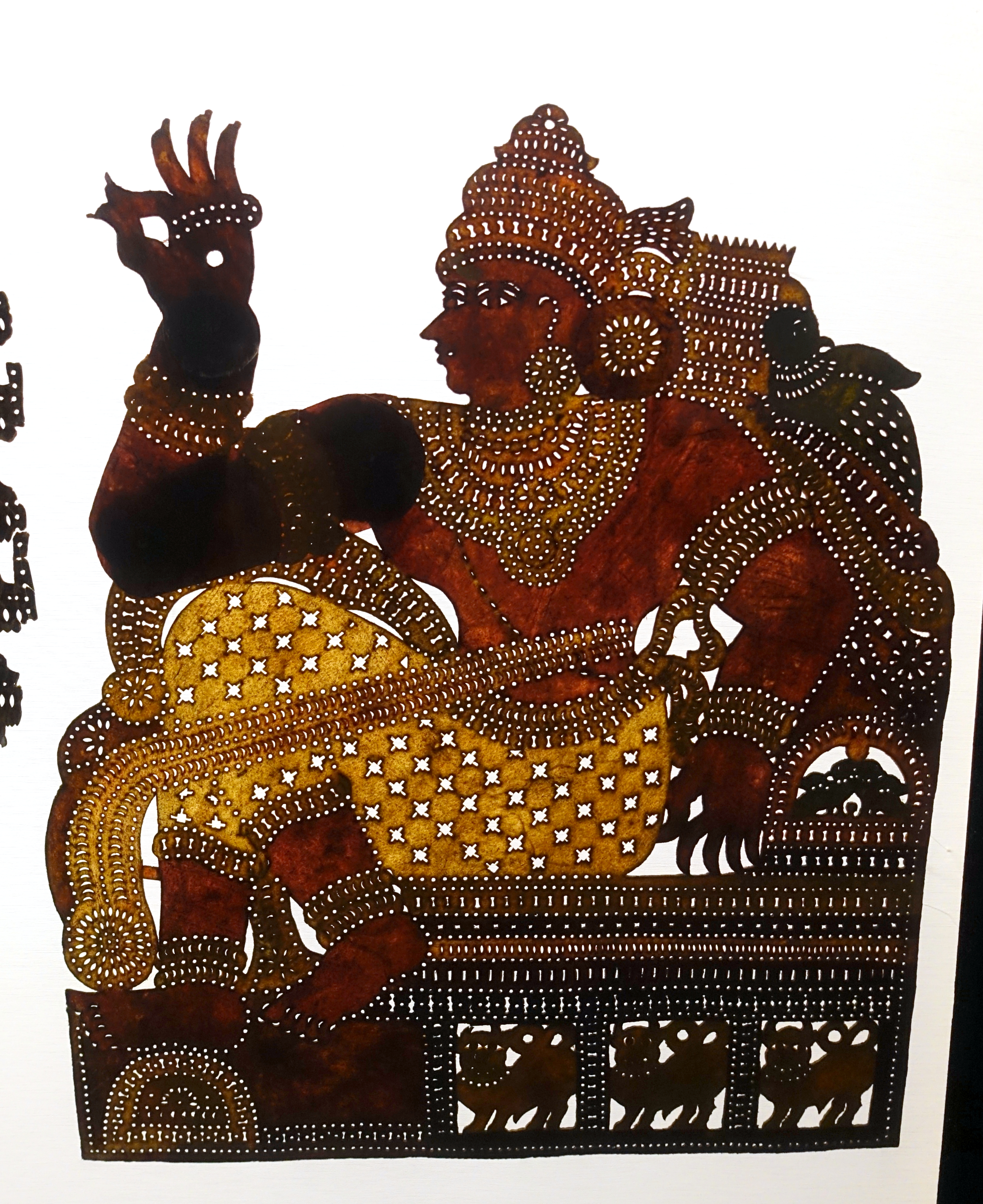
Rama sitzt auf dem Thron. Glücklicher Ausgang des Ramayana nach der großen Schlacht. Tolpavakuthu-Figur im Museu do Oriente, Lissabon.

Tholpavakuthu, auch Tholpavakoothu (Malayalam തോൽപ്പാവക്കൂത്ത്), ist eine Form des Schattenspiels, die im südindischen Bundesstaat Kerala gepflegt wird. Die Figuren sind groß, meist unbeweglich und werden aus dicken, getrockneten Tierhäuten ausgeschnitten. Die traditionell den Pulavar-Familien angehörenden Vorführer spielen Szenen aus dem Kambaramayanam, der von Kamban im 12. Jahrhundert verfassten Version des altindischen Epos Ramayana, zur Verehrung der hinduistischen Göttin Bhagavati, eine Form der großen Göttin Devi, die auch als Bhadrakali auftritt. Im Zentrum der Erzählung steht der epische Kampf und letztlich der Sieg des Gottes Rama über den Dämonenkönig Ravana. Nach der Legende führten die Götter Tholpavakuthu als jährliches Schauspiel für Bhadrakali ein, weil diese bei der Vernichtung des Asura Darika helfen musste und deshalb die Entscheidungsschlacht gegen Ravana nicht beobachten konnte.
Die bis zu 21 Nächte hintereinander dauernden Aufführungen finden in einem Bühnenhaus (kuthu madam) auf dem Tempelgelände statt und gehören zu einem religiösen Puram-Jahresfest. Zentrum der Tradition ist der Distrikt Palakkad und dessen Umgebung.
Tolpavakuthu ist eine verschwindende Tradition, die als einzige der unterschiedlichen südindischen Schattenspielformen nicht in erster Linie unterhalten soll, sondern als regionaler religiöser Kult aufgeführt wird. Das nur dem Schattenspiel dienende, sakrale Bühnenhaus ist eine Besonderheit, die es nirgendwo sonst gibt. Das Wort tholpavakuthu ist aus thol („Leder“, „Haut“), pava („Puppe“) und kuthu („Schauspiel“, „Aufführung“) zusammengesetzt.

## Herkunft und Forschungsgeschichte

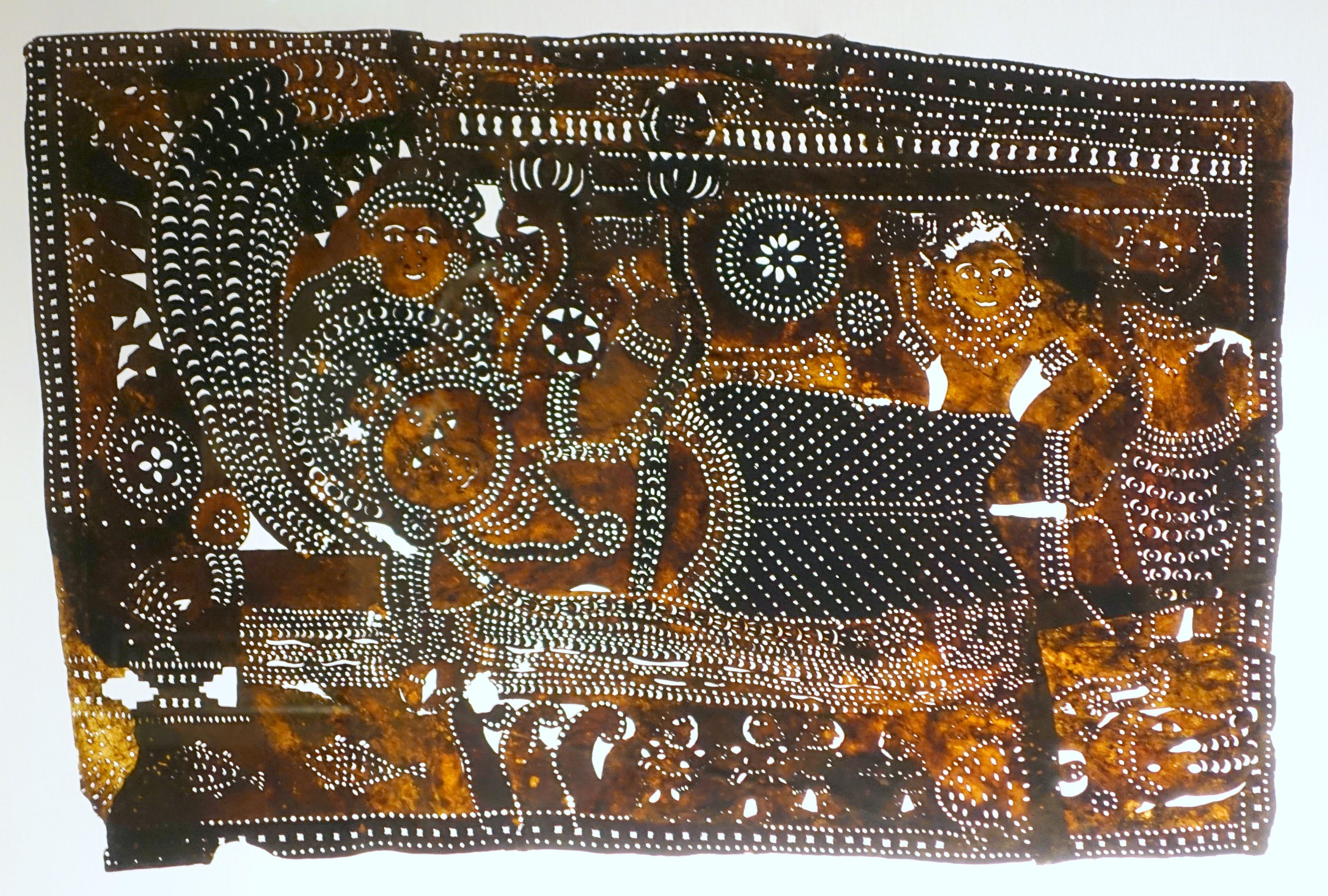
Liegender Vishnu als Narayana, von der Weltenschlange Shesha bewacht, bei der Erschaffung der Welt. Tholpavakuthu-Figur im Museu do Oriente, Lissabon

Eine der ältesten literarischen Quellen, in denen Puppentheater und Schattentheater erwähnt werden, ist laut M. L. Varadpande das indische Epos Mahabharata, das ab dem 4. Jahrhundert v. Chr. schriftlich fixiert wurde. Er sieht eine frühe Entwicklung von maskierten menschlichen Darstellern bei magischen Ritualen hin zur Verwendung von Puppen, die anstelle der Maske mit einer Hand vor dem Kopf gehalten werden. Einen möglichen Hinweis zu Puppentheater oder je nach Interpretation des Sanskrit-Wortes rupparupakam zu Schattentheater enthält die aus der Zeit der frühesten Buddhisten stammende und um 80 v. Chr. niedergeschriebene buddhistische Schrift Therigatha. Europäische Fachgelehrte diskutierten von etwa 1900 bis in die 1930er Jahre kontrovers die Frage, ob es ein altindisches Schattenspiel überhaupt gab. Der indische Sanskritologe Surendranath Dasgupta (1887–1952) lehnte die Existenz eines indischen Schattenspiels selbst für das hohe Mittelalter noch ab und bestritt die ansonsten verbreitete These einer Ausbreitung des indischen Schattenspiels in den ersten nachchristlichen Jahrhunderten nach Indonesien, wo das wayang kulit bis heute aufgeführt wird. Zur Frage gehörte auch, wer mit den shaubhika gemeint war, die in Patanjalis Werk Mahabhashya (um 250–120 v. Chr.) als professionelle Darsteller eines Dramas genannt werden. Heinrich Lüders (1916) vertrat die viel zitierte These, dass das Wort shaubhika Darsteller meinte, die Schattenfiguren zeigten und dem Publikum erklärten.
Die Sitabenga-Höhle („Wohnort von Sita“) im Distrikt Surguja im zentralindischen Bundesstaat Chhattisgarh gilt manchen als die älteste indische Theaterbühne, in der ungefähr im 2. Jahrhundert v. Chr. bei religiösen Festen Aufführungen stattfanden. Dies soll aus einer Felsinschrift hervorgehen, nicht jedoch, welcher Art die Aufführungen waren. Wegen der geringen Zahl von etwa 30 Sitzplätzen in der Höhle, die einer Theaterbühne mit Schauspielern nicht genug Platz geboten haben konnten, vermutet Georg Jacob (1931) hier eine Schattenspielbühne, deren Projektionsfläche ein Vorhang an der Eingangsöffnung war, der vom Tageslicht erhellt wurde. Diese These verstärkt Jacob um die von Heinrich Lüders (Indische Höhlen als Vergnügungsorte, in: Zeitschrift der Deutschen Morgenländischen Gesellschaft, 58, 1904, S. 867f) vorgebrachte Übersetzung des zusammengesetzten Wortes lenashobhika in einer Inschrift aus Mathura als „Höhlenschattenspielerin“. Bei Varadpande (1987) wird die These zur Gewissheit, Fan Pen Chen (2003) hält sie jedoch für eine Überinterpretation. Harry Falk (1991) verwirft bei seiner Übersetzung der Höhleninschrift die früheren Vermutungen, dass es sich um eine Art griechisches Theater gehandelt haben könnte, übergeht aber das Thema Schattenspielbühne.
Mehrere mittelalterliche Sanskrit-Dramen tragen die Bezeichnung chaya-nataka, „Schatten-Spiel“, im Titel. Wieder sind die Interpretationen kontrovers: Chayanataka wird wörtlich oder als „Schatten“, „Umriss“ eines Dramas, gemeint als Adaption eines älteren Schauspiels verstanden. Ein als chayanataka bezeichnetes Stück ist Dutangada, das ein gewisser Subhata im 13. Jahrhundert verfasste und das einen Ausschnitt der Ramayana-Legenden enthält. Die Hauptszene mit einer magischen Verwandlung ist ein Charakteristikum von Schattenspielen. Das Stück Dharmabhyudaya (genannt Chayanataka Prabhanda) von Meghabrabhacharya aus dieser Zeit enthält Regieanweisungen, die es als Schattentheater erscheinen lassen, woraus Varadpande den Schluss zieht, dass seit altindischer Zeit Schattentheater und Puppenspiel nebeneinander existierten und sich von Indien nach Südostasien ausgebreitet haben. Von Vyasa Ramadeva, der im 15. Jahrhundert lebte, sind drei Schattenspiele bekannt, eines davon basiert auf den Legenden um Rama und den Affenfürsten Hanuman und zwei Geschichten behandeln die Pandava-Brüder aus dem Epos Mahabharata.
Die Fachleute, die Anfang des 20. Jahrhunderts die Existenz eines altindischen Schattenspiels bestritten, wussten auch von den in relativer Verborgenheit zu ihrer Zeit im südlichen Indien aufgeführten Schattenspielvorführungen nichts. Ihnen war ferner entgangen, dass der italienische Forschungsreisende Pietro della Valle (1586–1652) in einem mehrbändigen, in den 1650er und 1660er Jahren auf Italienisch, Französisch und Deutsch erschienenen Reisebericht ein Schattenspiel in Karnataka beschrieben hatte. Am 22. November 1627 beobachtete er an einem Hindutempel in der Hauptstadt Ikkeri des damaligen Fürstentums Bidanur (heute im Distrikt Shivamogga), wie bemalte Papierfiguren mit Reitern, Elefanten und miteinander kämpfenden Menschen hinter einem weißen Papierschirm durchschienen. Eine Quelle für ein Schattenspiel auf dem Dekkan-Hochland in der ersten Hälfte des 19. Jahrhunderts ist Jaffur Shureef (Jaf’ar Sharif, 1832). Er schreibt über eine Schattenspielaufführung, diesmal in einem islamischen Kontext und zu einer Zeit, als das arabische Schattenspiel im Orient nur noch vereinzelt und als derbe Volksunterhaltung gepflegt wurde. Die Aufführung fand im islamischen Kalendermonat Muharram anlässlich des schiitischen Opferfestes Aschura statt, das an den Tod des Imams Husain erinnert. In dieser Nacht versammelte sich auf der Straße eine große Zuschauermenge um eine Schattenspielbühne, die Schlachtenszenen vorführte. Gegen Ende des 19. Jahrhunderts finden sich in einigen offiziellen Berichten der britischen Kolonialbehörde kurze Angaben zu Schattenspielen.
Noch in den 1930er Jahren waren die Kenntnisse europäischer Forscher über die asiatischen Schattenspiele allgemein dürftig. Auf Beiträge von Georg Jacob 1931 und 1935 (Die Entdeckung des südindischen Schattentheaters durch Prof. Spies, in: Zeitschrift der Deutschen Morgenländischen Gesellschaft, Bd. 14, 1935, S. 387–390) folgte eine Ergänzung des angesprochenen Otto Spies (Das indische Schattentheater, in: Theater der Welt, Nr. 1, 1938, S. 1–3). Der Zweite Weltkrieg verhinderte weitere Untersuchungen und so erschienen in dieser Zeit nur wenige erwähnenswerte Artikel zum indischen Schattenspiel, darunter einer des niederländischen Musikethnologen Arnold Adriaan Bake, der am Rand seines Themas einige Aussagen zum Schattenspiel in Kerala enthält (The Javanese Shadow Play, in: The Modern Review, Kolkata 1942, S. 317–320). Speziell hierzu äußerten sich, wenn auch knapp, K. Bharatha Iyer (The Shadow Play in Malabar, in: Bulletin of the Rama Varma Research Institute, Bd. 11, Teil 1, Trichur 1943) und H. J. Cousins (Dance Drama and Shadow Play, in: Stella Kramrisch, J. H. Cousins, R. Poduval (Hrsg.): The Arts and Crafts of Travancore. London 1948, S. 177f). In den 1960er Jahren beschäftigten sich einige indische Autoren meist in Zeitschriftenbeiträgen mit den indischen Schattenspielen, darunter A. Chandra Sekhar (Leather Puppet Dolls, in: Census of India, Bd. 2 (Andhra Pradesh) 1961, S. 15–31). Eine Zusammenfassung zum indischen Schattenspiel gab Valentina Stache-Rosen (1976), während Niels Roed Sörensen sich 1974 mit dem Tholu Bommalata von Andhra Pradesh beschäftigte (Shadow Theatre in Andhra Pradesh – Tolo Bommalu Kattu, in: Journal of the Sangeet Natak Academi, Nr. 33, Neu-Delhi 1974, S. 14–39).
Ein indischer Beitrag von 1980 über Kerala stammt von D. Boopathy (Pavakoothu – the shadow play of Kerala, in: Bulletin of the Institute of traditional Culture, Madras 1980, S. 63–72). Friedrich Seltmann verfasste in den 1970er und 1980er Jahren ausführliche Monografien zu mehreren indischen Schattenspielen. Seine 1986 erschienene Untersuchung zu Kerala basiert auf Feldforschungen 1962, 1964, 1976 bis 1978 und 1982. Eine Sonderausgabe des Journal of Sangeet Natak Akademi beschäftigte sich 1990 mit The Traditional Puppet Theatre of Kerala (Nr. 98). Gopalan Venu verfasste darin den Artikel Tolpava Koothu – Shadow Puppets of Kerala. Stuart Blackburn (1996) übersetzte einige wesentliche Ausschnitte der bei den Aufführungen gesprochenen und gesungenen Dialoge.
Das Alter des Tholpavakuthu ist nur schätzbar. Im Stück kommen Figuren der Bhattas vor. Diese bilden eine Brahmanen-Subkaste von fahrenden Sängern, die ab dem 14. Jahrhundert in Tamil Nadu historisch greifbar werden. Das Schattenspiel dürfte also später entstanden sein. Es gibt unterschiedliche Ahnenreihen der Schattenspieler, die sich zu 16 Generationen addieren lassen, was einen Beginn Ende des 15. oder Anfang des 16. Jahrhunderts möglich macht. Die Ahnenreihe einzelner Familien reichen nicht so weit zurück. In einer Ende der 1980er Jahre befragten Familie sind acht Generationen seit Ende des 18. Jahrhunderts namentlich bekannt, ausgehend vom legendären Gründer Cinna Tampi Pulavar.

## Verbreitung

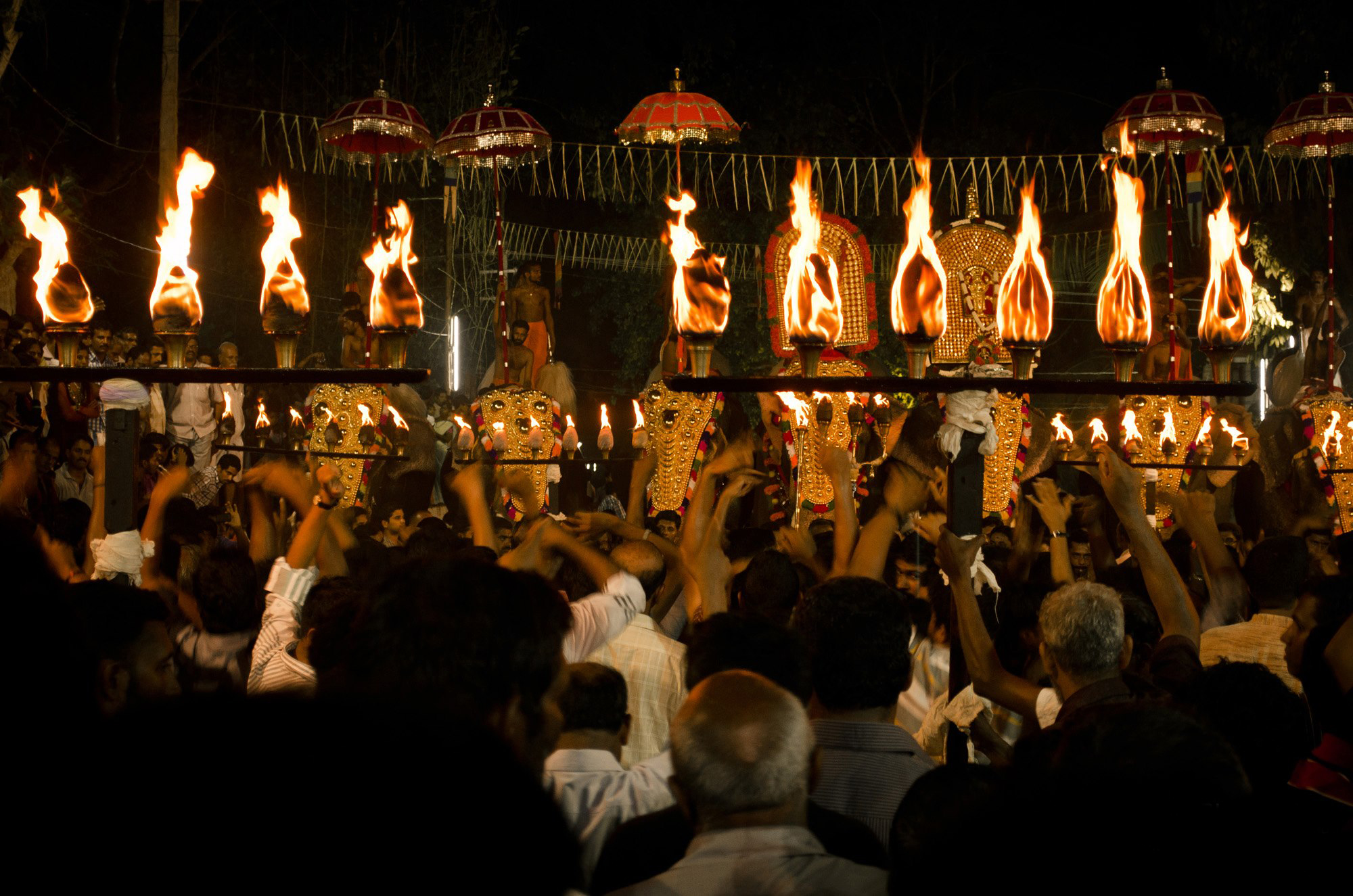
Nächtliches Ritual beim Puram des Peruvanam-Tempels im Dorf Cherpu, Distrikt Thrissur.

Das Tholpavakuthu in Kerala ist bis heute geblieben, was das Schattenspiel nach gängiger Ansicht bereits bei seinen altindischen Anfängen war: ein Fest für die Götter. Im Lauf der Zeit emanzipierten sich gewissen Formen des Schattenspiel ebenso wie andere Theatergattungen von ihrem religiösen Kontext und nahmen mehr Elemente von Unterhaltung auf, sodass viele auch außerhalb von Tempeln in Dörfern und auf Veranstaltungsbühnen aufgeführt werden können. Das Sanskrit-Wort sutradhara bezieht sich auf den Leiter eines Volkstheaters, den Rezitator oder Sänger religiöser oder moralischer, epischer Dialoge, der während der Spielhandlung seit den alten Sanskrit-Dramen als Erzähler auftritt. Er ist die erste Person, die in einem Drama die Bühne betritt. Wörtlich übersetzt bedeutet sutradhara „Fädenzieher“, entsprechend dem griechischen neurospasta und bezogen auf den göttlichen Lenker des Weltganzen und im Kleinen auf den Marionetten- oder anderen Puppenspieler. Der sutradhara hat in allen Theaterformen im übertragenen Sinn die Fäden in der Hand.
In Indien kommen vier Arten von Puppenspiel vor. Schwerpunktmäßig sind Handpuppen in Kerala (Pavakathakali, „Puppen-Kathakali“, Imitation des Tanzstils, auch Pava kuthu), in Odisha (Sakhi kundhei nacha) und in Westbengalen (Bener putul nach) verbreitet. Stabfiguren kommen im nordöstlichen Indien, unter anderem in Odisha (Kathi kundhei nach) vor. Marionetten gibt es in Assam (Putala nach), in einem Gürtel von Westbengalen (Tarer putul) bis Rajasthan (Kathputli) in Nordindien und bis nach Tamil Nadu (Bommalatam) im Süden.
Die regionalen indischen Schattenspiele lassen sich nach den sehr unterschiedlichen Figurentypen unterscheiden. In der einen Gruppe werden Figuren aus einer dicken, dunkel bemalten Tierhaut verwendet, deren Wirkung auf dem Schwarz-Weiß-Kontrast des Umrisses und der ausgeschnittenen Muster beruht. Sie besitzen mit wenigen Ausnahmen keine beweglichen Teile. Hierzu gehören die Schattenspiele von Kerala und Odisha (Ravanacharya). Die zweite Gruppe besitzt Figuren aus einer dünnen, durchscheinenden Haut, die mehrfarbig bemalt und zusätzlich noch mit Lochmustern versehen ist. Die Figuren dieser Gruppe können sehr groß sein und mehrere bewegliche Arme, Beine und Köpfe besitzen wie beim Tholu bommalata von Andhra Pradesh, beim Togalu gombeyaata von Karnataka und beim Chamadyache bahulya der Kastengruppe Thakar in der Nähe von Sawantwadi im Süden von Maharashtra. Eine Mischform aus beiden Formen bildet die dritte Gruppe, in der bewegliche und unbewegliche Figuren sowie große szenische Darstellungen vorkommen. Hierzu gehören das Tolpavaikuthu im Süden Tamil Nadus und Figuren, die im Grenzbereich zwischen Karnataka und Andhra Pradesh verwendet werden.
In Nord- und Zentralindien gab es wohl früher ebenfalls Schattentheater, heute kommt es dort nicht mehr vor. Ein um 1200 entstandener Vers des auf Pali verfassten Culavamsa, einer buddhistischen Chronik von Sri Lanka, scheint einen Hinweis auf die Existenz von Schattenspielen zu geben, die auf der Insel längst nicht mehr bekannt sind. Der großen Vielfalt der indischen Schattenspiele stehen einige einheitliche Stile anderswo in Asien gegenüber. Außer dem indonesischen wayang kulit ist vor allem das chinesische Schattenspiel bekannt. Die Figuren des wayang kulit auf Java oder die zum Sagenzyklus Serat Menak Sasak gehörenden auf der Nachbarinsel Lombok bestehen aus dünnerem Pergament und sind feiner ausgeschnitten als diejenigen in Kerala. Die sehr großen starren Figuren des von Indien beeinflussten thailändischen nang-yai und des kambodschanischen sbek thom ähneln denen von Kerala, während im Süden Thailands mit dem nang talung eine jüngere Form mit kleineren Figuren aufgeführt wird. Die Figuren des nang talung und des malaysischen wayang siam haben wie im Tholpavakuthu meist nur einen beweglichen Arm. Die detaillierte Kenntnis der unterschiedlichen Schattenspielformen in Indien brachte neue Argumente für deren mutmaßliche Ausbreitung nach Indonesien. Ein Unterschied zum indonesischen Schattenspiel ist die in Indien zu Beginn einer Aufführung in der Mitte des Bildschirms auftauchende Figur des Schutzgottes Ganesha, dem geopfert wird. Im wayang kulit hat die eröffnende Figurenplatte gunungan in der Bildschirmmitte eine andere Bedeutung. Nur in manchen Fällen ist durch eine Ganesha-Darstellung innerhalb des gunungan eine Beziehung erkennbar.
Eine im 19. Jahrhundert vorkommende Malayalam-Bezeichnung für Schattenspiel ist olapavakuthu, wobei ola mit „Palmblatt“ übersetzt wird. Ein „Palmblatt-Puppen-Spiel“ gab es wohl früher (Anfang des 20. Jahrhunderts) als selbst angefertigtes Kinderspielzeug. Außerdem unterschied man in Kerala zwischen den Figuren pavakuthu, mit denen Schattenspiele aufgeführt wurden, und einfacheren olapavakuthu aus Blättern, die demselben Zweck dienten. Die frühere Existenz von Schattenspielfiguren aus Palmblättern in Kerala wird durch ebensolche plausibel, die es einst in Java gab. Friedrich Seltmann (1972) erwähnt einen Satz von 70 Palmblattfiguren im Besitz einer Familie in Malang. Tholpavakuthu („Leder/Haut-Puppen-Spiel“) bezieht sich auf das heutige Schattenspiel mit Figuren aus Haut.

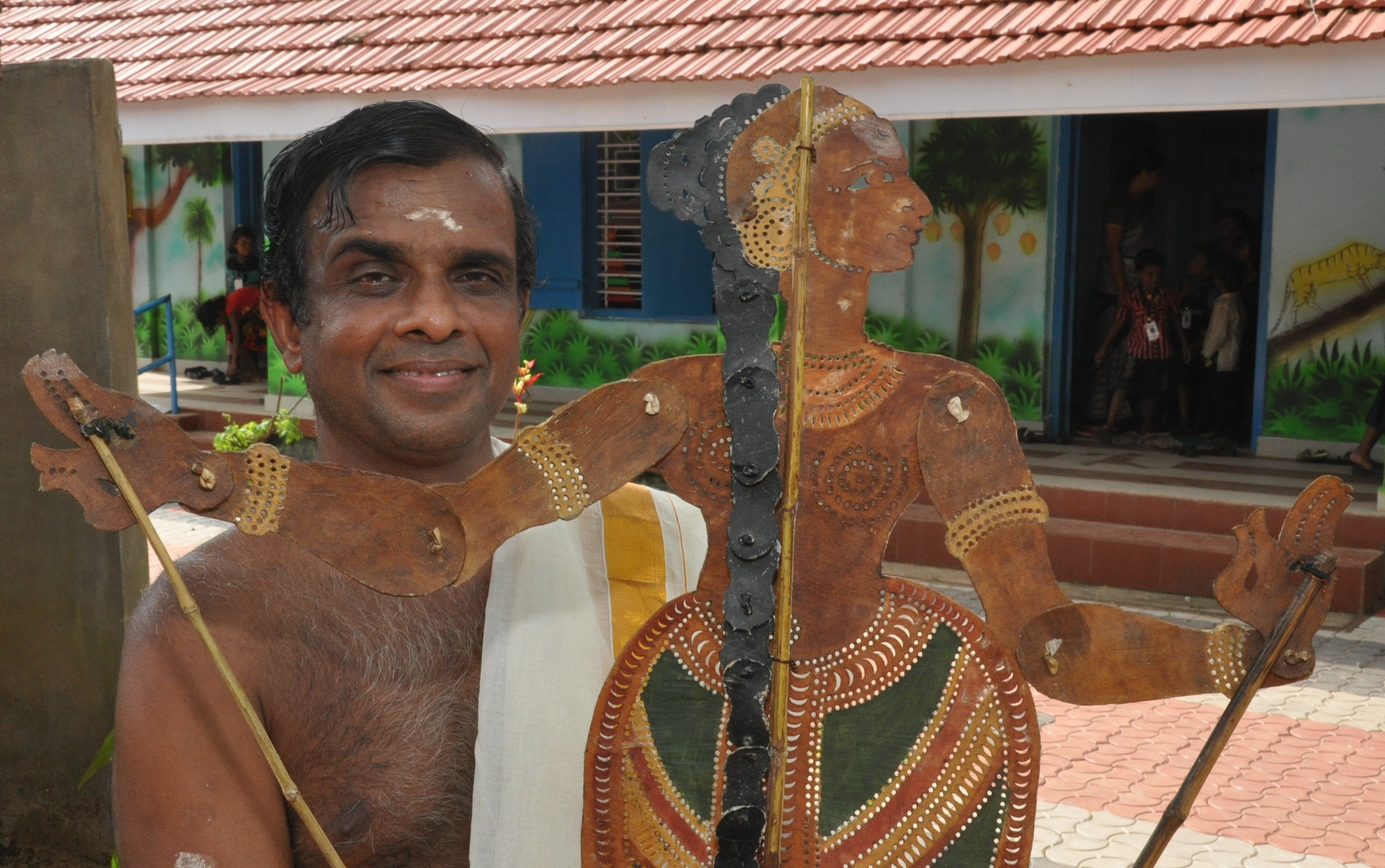
Ramachandra Pulavar mit einer Schattenspielfigur in Pattathanam, einem Stadtviertel von Kollam

Die Schattenspielaufführungen von Kerala finden nur in den Tempeln des Distrikts Palakkad, dort überwiegend im Subdistrikt (taluk) der Stadt Ottapalam sowie in manchen Tempeln der angrenzenden Distrikte Malappuram und Thrissur statt. Bis Anfang des 20. Jahrhunderts gab es auch im Süden Keralas noch Schattenspiele; der Maharadscha von Travancore ließ Mitte der 1940er Jahre bei seiner Geburtstagsfeier ein Schattenspiel aufführen. Die Schattenspieler zählen sich zur Subkaste der Chettiar (auch Cetti), wie eine in ganz Südindien verbreitete Händler-Kaste genannt wird. Die große Gruppe der Chettiar, abgeleitet von Sanskrit shreshthi, „Händler“, sind die Entsprechung zur nordindischen Bania-Kaste. In Tamil Nadu gehören zu ihnen unter anderem die Geldverleiher, genannt Nattukottai Chettiar (auch Nagarathar). Im Distrikt Palakkat, dem Zentrum der Schattenspieltradition, ist die Händlerkaste Moothan (auch Muttan Chettiyar) als Schattenspieler aktiv. Die in Chettinad lebenden Chettiyar übernehmen als Pilger nach Varanasi und anderen heiligen Stätten in Nordindien eine wichtige Funktion für den religiösen Kult. Sie bringen im Ramanathaswami-Tempel in der südindischen Stadt Rameswaram abgefülltes heiliges Wasser (koti tirtha) auf ihrer Pilgerreise zu Tempeln in Nordindien und nehmen auf dem Rückweg Wasser, das sie bei Hardwar oder bei Prayagraj aus dem Ganges geschöpft haben, mit zurück nach Hause, wo es bei Tempelzeremonien gebraucht wird. Dieser Wassertransport durch die Gangayatri („Pilger zum Ganges“) wird im Schattenspiel von Kerala durch eine gleichnamige Figur thematisiert.
Die Eingruppierungen der zahlreichen Subkasten ist manchmal widersprüchlich; die Chettiyar gehören vermutlich zur größeren Gruppe der Vellala, einer in Tamil Nadu verbreiteten Shudra-Kaste, von denen einige sich den Ehrentitel Pillai gaben. Eine andere, zu den Vellala gehörende Gruppe nennt sich Mudaliar. Beides sind Titel, die auch die Schattenspieler von Palakkat tragen. Die Vorfahren der Schattenspieler wanderten vermutlich im 17./18. Jahrhundert oder etwas früher von ihrer vorherigen Heimat am Fluss Kaveri nach Süden. Die Schattenspieler aller drei Zuordnungen – Chettiyar, Pillai und Mudaliar – tragen den Familiennamen Pulavar, den sie selbst angenommen haben, wie dies ebenso die tamilischen Subkasten Occan und Panicavan taten. Pulavar war früher der Titel eines Dichters und Gelehrten: „Pulavar-Literatur“ steht für die tamilische, höfische Dichtkunst des 19. Jahrhunderts. Heute wird Pulavar eher als Berufsbezeichnung von Puppenspielern und nach wie vor von Dichtern und Komponisten verstanden. Die sich Pulavar nennenden Puppenspieler gehören unterschiedlichen Kastengruppen an.

## Aufführungspraxis
Die Aufführungen des Tholpavakuthu dauern mindestens 7 Nächte, häufig, 10, 14, idealerweise 21 oder in einem Fall 27 Nächte hintereinander. Dabei wird in mehr oder weniger breit angelegten Szenen der Inhalt des Ramayana ganz oder in Ausschnitten gezeigt. 21 Nächte mit jeweils rund neun Stunden Dauer sind genug, um alle sechs Bücher des Ramayana abzuhandeln, bei sieben Nächten reicht die Zeit für eine ausführliche Darstellung der Ereignisse des letzten Buches und eine inhaltliche Zusammenfassung der übrigen Bücher. Schattenspiele mit rein unterhaltendem Charakter sind meist (erheblich) kürzer. Die religiösen Schattenspiele sind ein Teil der Veranstaltungen während der im Frühjahr zu Ehren der Göttinnen Bhadrakali und Bhagavati in bestimmten Tempeln stattfindenden Puram-Jahresfeste. Die Schattenspiele sind in ihrer Spieldauer an das jeweilige Tempelfest angepasst. Kleinere Tempel, deren finanzielle Mittel nicht ausreichen, veranstalten das Puram-Fest nicht jährlich, sondern alle zwei oder drei Jahre. Obwohl die Qualität der Aufführungen seit langem abnimmt, wurden 2012 in über 100 Tempeln Schattenspiele aufgeführt.

### Schattenspielfiguren

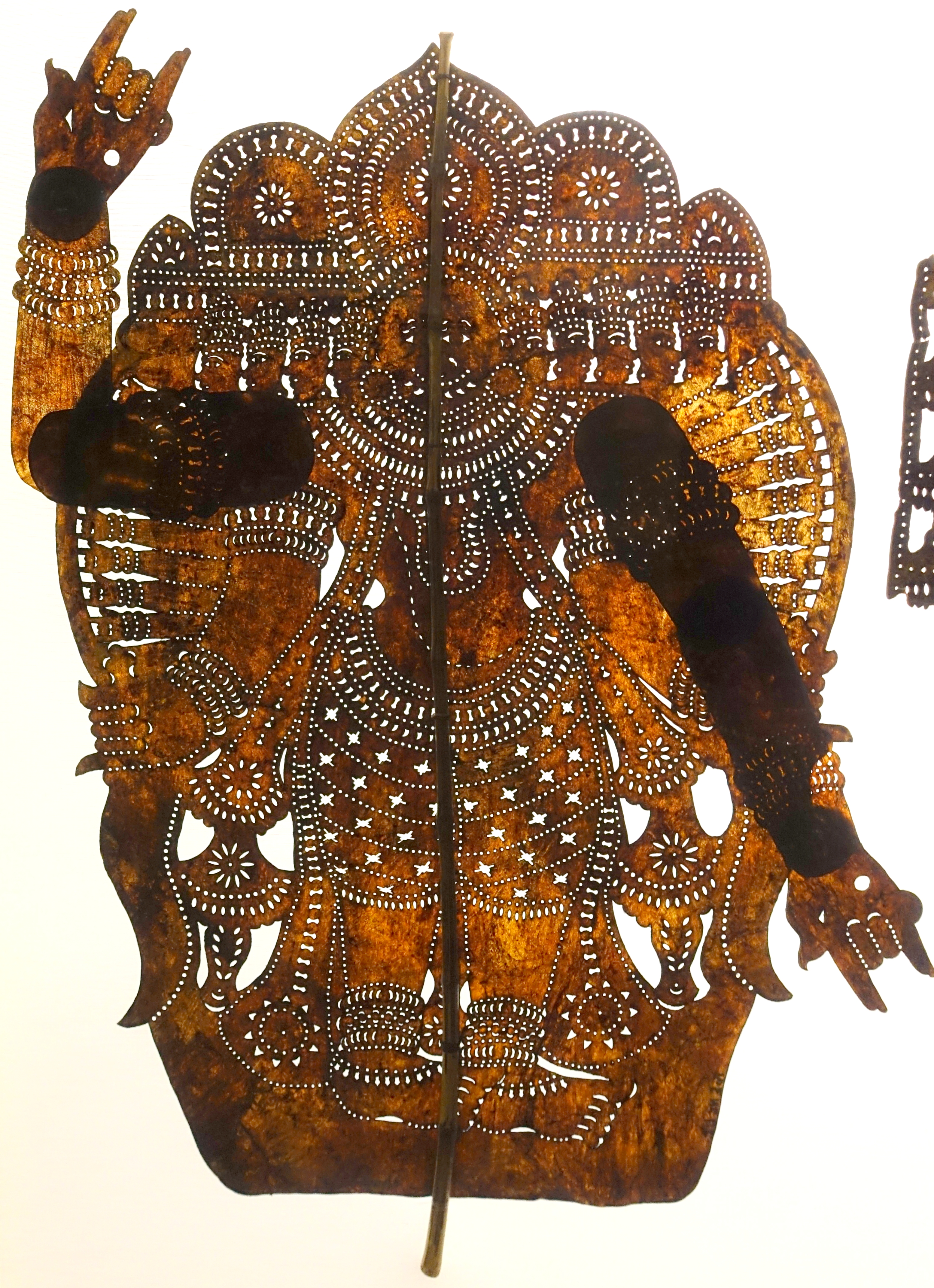
Ravana, Rückseite mit Haltestab. Museu do Oriente, Lissabon

Für religiöse Zeremonien gebrauchte Gegenstände sollten aus einem als heilig geltenden Material hergestellt sein. Für Schattenspielfiguren (thol pava) in Kerala ist dies traditionell das gefleckte Fell des Axishirsches (pulli man thol), das relativ dünn ist und für kleine Figuren verwendet wird. Ein mitteldickes Fell (kela man tol), vermutlich vom Sambar, wird für größere Figuren benötigt. Hiervon wird das besonders dicke Fell (kalai man thol) eines anderen Wildtieres unterschieden. Wildtierhäute waren auf indischen Märkten teuer und sind heute nicht mehr zu bekommen, deshalb werden sie überwiegend durch Ziegenhaut ersetzt. Die Felle werden gewässert, an der Sonne getrocknet und anschließend mit einem eisernen Schaber von den Haaren befreit. Die Herstellung ist nicht wie anderswo mit Ritualen verbunden.
Die Figuren sind mit durchschnittlich 35 bis 60 Zentimeter groß, bleiben jedoch deutlich unter dem absoluten Rekord von Andhra Pradesh, wo die Figuren maximal 180 Zentimeter erreichen. Die Größe der Figuren ist nach ihrer Bedeutung abgestuft. Der Dämonenkönig Ravana kann bis zu 80 Zentimeter hoch und 62 Zentimeter breit sein. Ähnlich groß sind dessen Gegenspieler auf der Seite der Götter wie Rama und der Affenkönig Hanuman. Eine Figur Brahmas misst 54 Zentimeter in der Höhe und 39 Zentimeter in der Breite. Trotz seiner Verehrung ist der Glücksgott Ganesha mit rund 30 Zentimetern recht klein. Weibliche Figuren sind kleiner als männliche. Noch kleiner sind Randfiguren und Tiere, etwa ein 17 Zentimeter hoher und 20 Zentimeter breiter Hund.
Die Umrisse werden ausgeschnitten, die inneren Formen ausgestochen (rupam kottuka, „Muster ausstechen“). Zur Stabilisierung benötigen die Figuren einen senkrechten Haltestab aus gespaltenem Bambus, an den nach Bedarf entweder rechtwinklig Stäbe mit Schnüren oder Draht festgebunden sind oder ein weiterer Stab parallel fixiert wird. Bewegliche Teile, die bei wenigen Figuren vorkommen, werden separat hergestellt. Wenn eine Figur einen beweglichen Arm oder noch seltener bewegliche Beine besitzt, werden diese mit Hautstreifen an den Gelenken festgebunden. Köpfe sind mit Ausnahme einiger Tierfiguren nicht beweglich.
Die Bemalung richtet sich wie die Größe der Figuren nach den Angaben in alten Manuskripten und ist bis auf einige frei gestaltbare Details strikt festgelegt. Die Figurentypen (Charaktere, Rollen: Sanskrit und Malayalam vesam) sind an ihren Körperhaltungen und an ihrer Farbe erkennbar: Heilige weise Männer (Rishis) sind weiß, Dämonen (Rakshasas), der Todesgott Yama, die furchterregende Göttin Kali, affenartige Waldbewohner (vanara) und Elefanten sind schwarz, andere Dämonen und Affen sind dunkelblau, wiederum andere Affen und der Held Lakshmana sind rot. Normale Frauen sind mit Ausnahme der weiblichen Dämonen gelb, nur Sita und sonstige bedeutende Frauen sind rosa. Weitere Farben kommen an Details und manchmal im Austausch vor, einige Figuren bleiben unbemalt. Anstelle der früheren nuancenreichen Mineral- und Pflanzenfarben sind seit den 1960er Jahren grellbunte Ölfarben beliebt, die so dickflüssig sind, dass sie manchmal die feinen Perforierungen verstopfen. Dies kann den Schattenwurf der Figuren beeinträchtigen.
Gerade die Perforierungen sorgen für den lebendigen Wechsel von Licht und Schatten, während die Farbigkeit von untergeordneter Bedeutung ist. Wie bei Schattenspielfiguren allgemein werden die Gesichter meist im Profil gezeigt, dennoch sind auch im Profil häufig beide Augen zu sehen. Das äußere Auge ist dann halb angeschnitten. Eine Besonderheit sind die frontal gezeigten Gesichter der zum Umfeld Ravanas gehörenden Dämonen, die breite, runde Nasen haben.
Im Lauf des 20. Jahrhunderts ging die Schattenspieltradition stetig zurück; damit reduzierte sich auch der Figurensatz von einst über 200 Teilen, der zur Aufführung des gesamten Ramayana gehört. Nach ihren Charaktereigenschaften lassen sich etwa 100 Figuren einteilen. Die Wesentlichen sind:

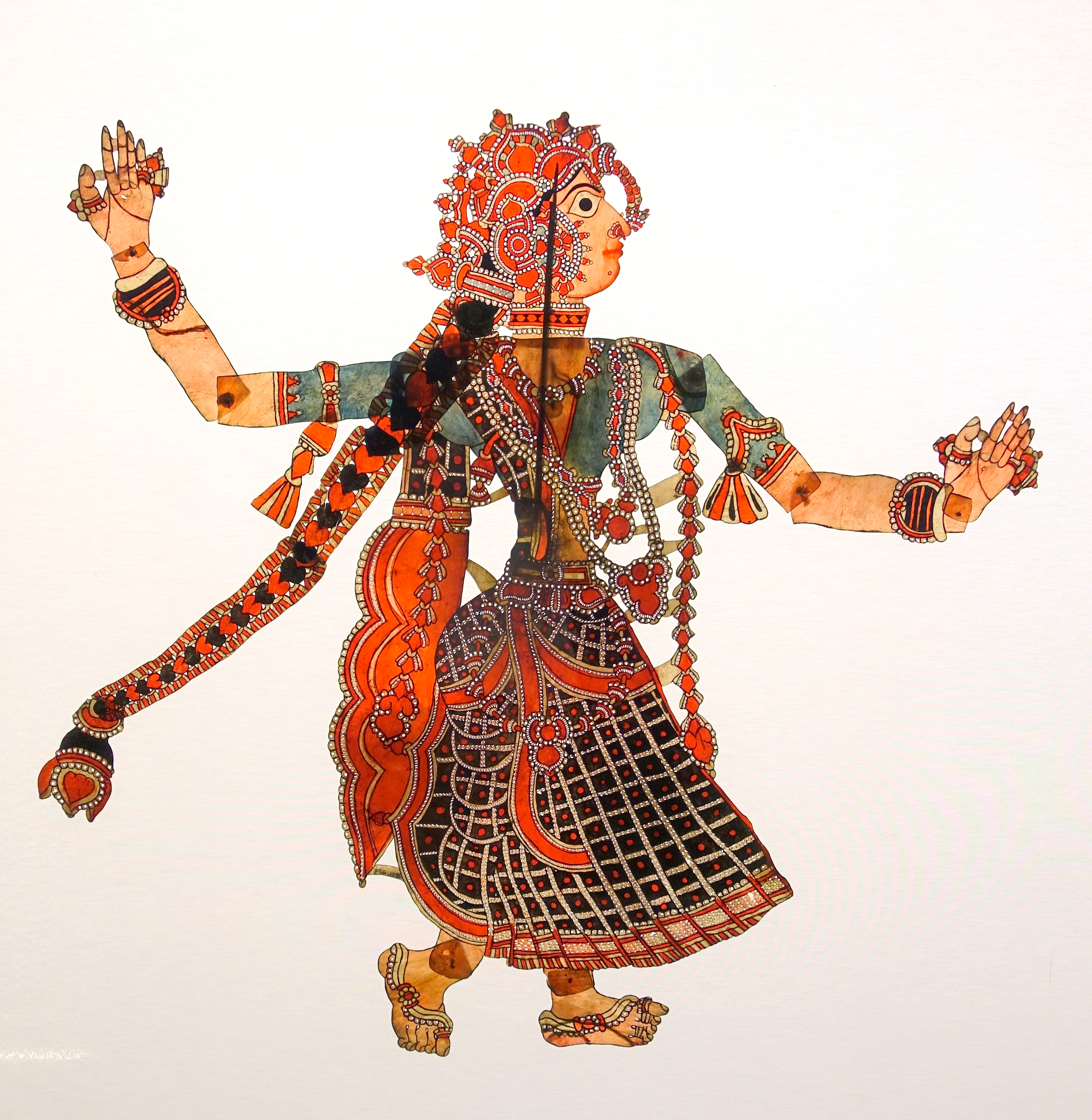
Sita im Tholu bommalata von Andhra Pradesh: dünne, durchscheinende Haut. Wesentlich ist die Farbwirkung. Museu do Oriente, Lissabon

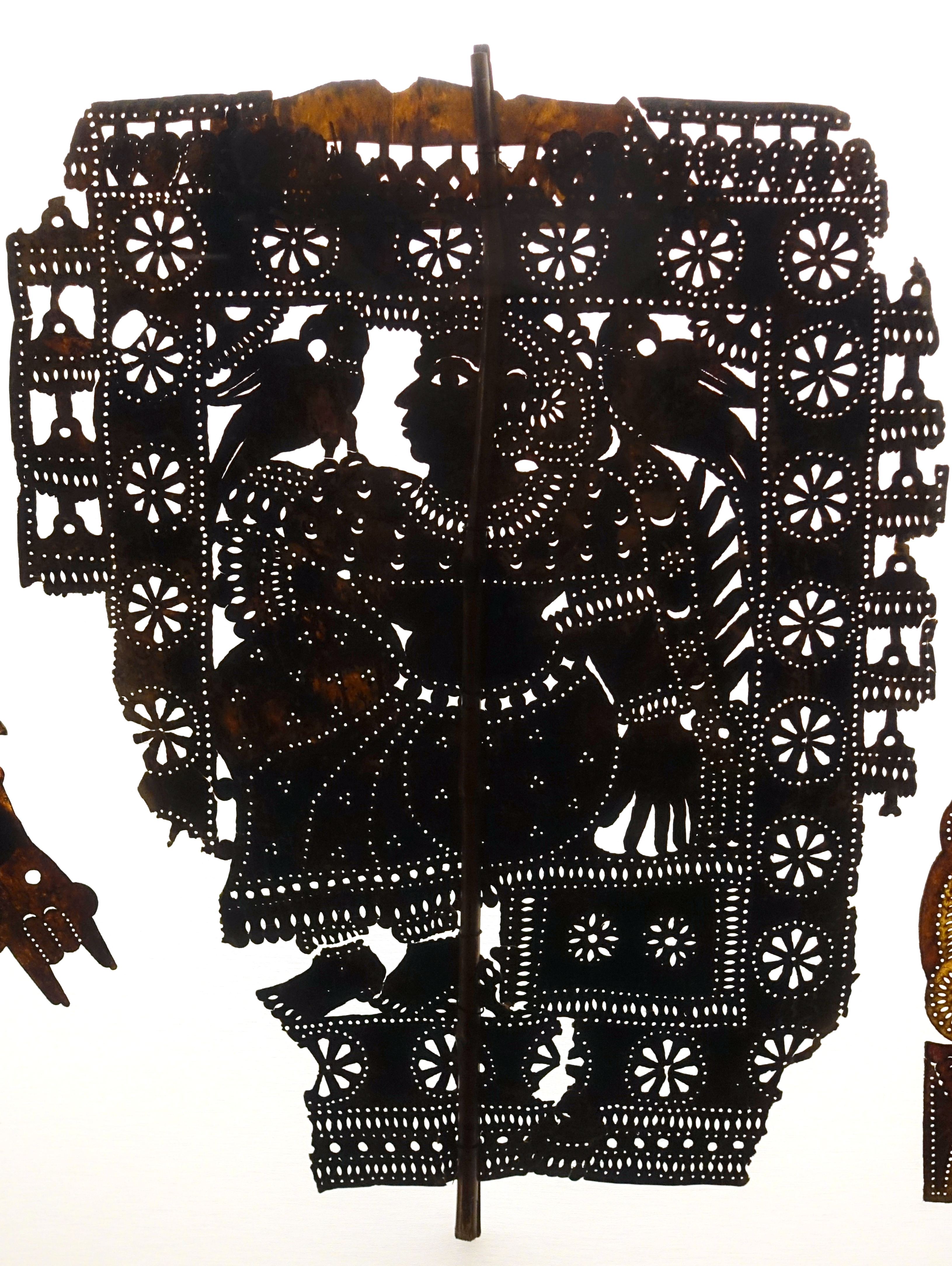
Sita im Tholpavakuthu: dicke, undurchsichtige, einfarbige Haut. Rückseite mit Haltestab und feinen Perforierungen, bei denen es auf den Licht-Schatten-Effekt ankommt. Museu do Oriente, Lissabon

- Sphäre der Götter: sitzender Ganesha mit vier Armen; Brahma mit vier Köpfen; der liegende Vishnu mit vier Armen; Garuda, Vishnus Reittier; die sechste Inkarnation Vishnus, der Brahmane Parashurama mit Streitaxt; Shiva auf seinem Reittier, dem Stier Nandi; der König der Geier Jatayu und mehrere himmlische Apsaras.
- Heilige und Menschen: Bhatta, auch Kerala Iyers, in vergangenen Jahrhunderten von Tamil Nadu nach Kerala eingewanderte Brahmanen, in vier Typen untergliedert; zwei Rishis, heilige Männer; Vasishtha, ein besonders berühmter Rishi, frontale Figur mit langen Haaren; Sannyasin, Bettelmönch, der den verwandelten Ravana verkörpert; Shatananda, ein Priester des Königs Janaka, der Rama und Sita verheiratet und Rshyashringa, ein im Wald lebender heiliger Einsiedler mit einem Horn (Sanskrit shringa)
- Rama, Sita und deren Umgebung: Rama, Sohn von König Dasharatha und seiner Frau Kausalya; Dasharatha, König des Reiches Kosala, der in der Hauptstadt Ayodhya auf dem Löwenthron (simhasana) sitzt; Kausalya, Kaikeya und Sumitra: die erste, zweite und dritte Frau von Dasharatha; Bharata, Sohn von der zweiten Frau und Halbbruder von Rama; Lakshmana, Sohn von der dritten Frau; Sita, die aus der Erde entsprungene Inkarnation der Göttin Lakshmi, von ihrem Ziehvater, dem König Janaka aufgezogen; Janaka, Herrscher über das Reich Videha mit der Hauptstadt Mithila, Kushadhvaja, Onkel von Sita und jüngerer Bruder von Janaka, seine Tochter Urmila heiratet Lakshmana; Guha, ein Fährmann mit einem beweglichen Arm, der Rama, Sita und Lakshmana über den Ganges setzt, und als weitere Nebenfigur Manthara, die gerissene Dienerin von Kaikeyi, die ihrer Herrin einredet, nicht Rama, sondern ihren Sohn Bharata gebührte der Königsthron und Rama sollte ins Exil geschickt werden. Sie hat einen beweglichen Arm, einen Stock, einen Buckel und vorstehende Brüste.
- Ravana und seine Dämonen: Ravana, der Dämonenkönig von Lanka; Kumbhakarna und Vibhisana, zwei Brüder von Ravana, letzterer wechselt später auf die Seite von Rama; Mandodari, die Frau von Ravana, schön oder dämonenhaft-hässlich dargestellt; ihre drei Söhne Meghanada, Atikaya und Akshakumara; Prahasta, der Oberbefehlshaber der Armee Ravanas; Tataka, Ravanas Großtante und Frau des Dämons Sunda; Maricha, der Sohn Tatakas verwandelt sich in einen goldenen Hirsch und wird von Rama bei der Jagd erlegt; Senapati, ein Befehlshaber in Ravanas Armee, sitzt mit zwei beweglichen Armen auf einem Pferd; Shurpanakha, die Schwester von Ravana; Khara, der Zwillingsbruder von Shurpanakha; Trishiras, ein weiterer Sohn Ravanas, der von Ramas Pfeil getötet wird; Shuka, wird von Ravana als Bote und Spion ausgeschickt, ausgestattet mit Schwert und Schild; Sarana, ein weiterer Bote und Spion, der die Stärke von Ramas Armee erkundet: Er kann sich wie Shuka zur Tarnung in ein Tier verwandeln und ist mit einem Dreizack (trishula) ausgestattet; Bhutam, ein  Dämon mit Tiergesicht; weibliche Dämonen: Trijata, bewacht als alte Hofdame Sita während ihrer Gefangenschaft bei Ravana, in einer Version die Tochter des Königs Vibhishana, des jüngeren Bruders von Ravana; Ayomukhi, will eine Liebschaft mit Lakshmana beginnen, dieser schlägt ihr jedoch Ohren, Nase und Brüste ab und verschwindet.
- Mit Rama verbündete Affen: Hanuman, treuer Helfer von Rama; Bali, auch Vali, furchtloser, tapferer Affenkönig im Reich Kishkindha und älterer Bruder von Sugriva, von Rama mit dem Pfeil getötet; Sugriva, tritt nach dem Tod Balis die Nachfolge als König an; Nila, Affenführer in der Armee von Rama, leitet die Suche nach Sita; Nala, befehligt die Armee beim Bau der Brücke nach Lanka (Sri Lanka); Gavaksha und Kumuda, zwei Affen-Generäle, die von weiteren hilfreichen Affen, den Vanaras (Waldbewohner), unterstützt werden; Jambavat, der König der Bären, gilt auch als Affe und Minister im Dienst Sugrivas.
- Weitere Menschen, Tiere und Bäume: Dienerin oder allgemein eine weibliche Figur (stri pava); Elefant (ana); Elefant, der einen Baldachin trägt (ambari); Pferd (kutira); Pferd mit Reiter; Mann aus dem Volk mit Mütze und einem beweglichen Arm; Totenhund (Hund, patti); Totenvogel (Krähe, kakka); Tiger (kaduva); Bär (karadi), Axishirsch (pulli man) und Baum (maram).
- Szenen und Requisiten: Ozean (samudram), rechteckige Form mit zum Bereich Wasser gehörenden Tieren; Teich (poyka), entspricht dem Ozean, zusätzlich mit Wasserpflanzen; Fährboot des Fährmanns Guha, in welchem Rama, Sita und Lakshmana sitzen; Torturm eines Tempels (gopuram); Tempelwagen (ratham); Schmuckbogen (torana) und die Krone (makutam) von Rama. Hinzu kommen einige nicht aus Tierhaut gefertigte Teile, darunter von den Helden verwendete Waffen.[27]

### Bühne

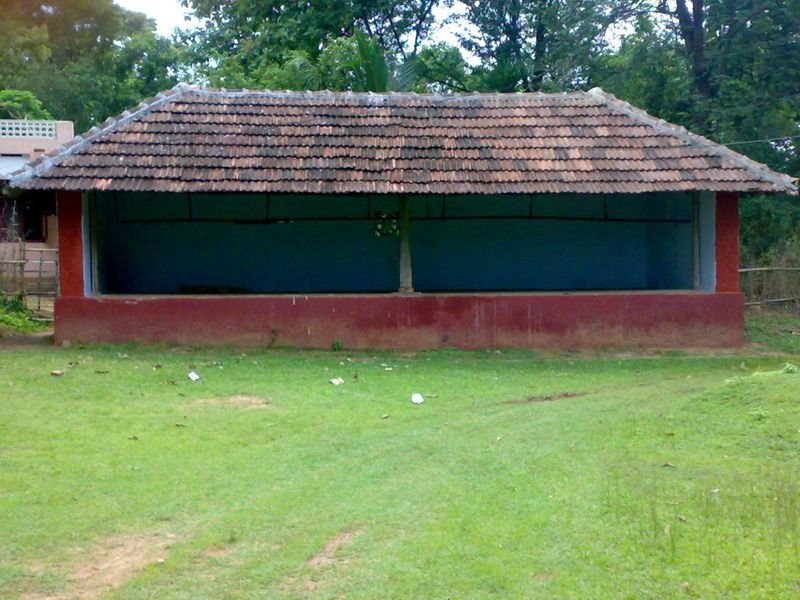
Bühnenhaus (kuthu madam) im Mathur-Bhagavati-Tempel im Dorf Kalikavu, Palakkad-Distrikt

Hinduistische Tempelanlagen in Kerala (kshetram) bestehen aus mehreren, traditionell aus Ziegel und Holz errichteten Gebäuden und Gebäudeteilen in einem ummauerten Hof, deren einfache Grundstruktur streng religiösen Regeln folgt. Im zentralen Schrein (kovil, srikovil), typischerweise kreisrund mit konischem Dach, residiert im Allerheiligsten (garbhagriha) die Hauptgottheit. Ist dies Bhagavati wird häufig in einem Nebentempel Bhadrakali verehrt. Zum Standard einer großen Anlage gehören ein Torturm (gopuram), eine Vorhalle (mandapa), Verwaltungsgebäude, ein freistehender rechteckiger Altar (belikkal), ein Flaggenmast (dwajasthamba, allgemein stambha), ein Haus für die bei Zeremonien gebrauchten Elefanten (anakottil), das die meiste Zeit Pilgern als Aufenthalt dient. Außerhalb des ummauerten Tempelbezirks liegt ein weiterer heiliger Bereich mit einem Teich für Reinigungsrituale und im Nordosten einem heiligen Wäldchen (kavu). Eine andere Bezeichnung für Tempel ist ambalam. Mit der Wortzusammensetzung kuthambalam („Schauspiel-Tempel“) ist ein meist rechteckiges Gebäude gemeint, das zur Aufführung der religiösen Tanzdramen Kutiyattam oder Mutiyettu dient und sich üblicherweise an der linken Seite vor dem Tempeleingang befindet.
Die Bühne für die Schattenspielvorführungen ist in einem Gebäude auf dem äußeren Gelände in einer gewissen Entfernung der Tempelmauer untergebracht. Anfang der 1980er Jahre besaßen noch etwa 60 Tempel im Palakkat-Distrikt und Umgebung ein Bühnenhaus (kuthu madam). Es ist ein schmaler, eingeschossiger Ziegelbau mit Mauern an drei Seiten, die bis auf einige Luftschlitze geschlossen sind, und einer offenen Längsseite, über die eine zwei Meter hohe und mindestens fünf bis sechs Meter lange Leinwand gespannt werden kann. Ein typisches Bühnenhaus ist rund elf Meter lang und knapp vier Meter breit. Ein Walmdach ragt an allen Seiten weit über das Mauerwerk hinaus und wird an der offenen Vorderseite von drei oder vier Holzpfosten (meist aus Teakholz) gestützt. Diese ruhen auf einer etwa 1,5 Meter hohen, gemauerten Brüstung (ranga pitha). Der Fußboden innen befindet sich auf der Höhe der Brüstung und ist mit Matten ausgelegt. Um dort hinauf zu gelangen, wird eine an der von innen gesehen rechten Seite eine Bambusleiter angelehnt. Rechts der Schattenspieler ist die „gute“ Seite der Götter, links ist die „böse“ Seite der Dämonen. Entsprechend treten die Figuren von ihren Seiten auf.
Die Zuschauer nehmen im Freien Platz. Während der Vorführung wird die Brüstung unterhalb der Leinwand mit einem dunkelblauen oder schwarzen Tuch abgehängt, als Symbol für die Unterwelt (patala), in der Nagas, Asuras und eine Reihe niedriger Geister leben. Darüber erstrecken sich in der dreiteiligen hinduistischen Weltanschauung, mit der hellen Leinwand dargestellt, die Erde (personifiziert in der Erdgöttin Prithivi) und der Himmel (svarga).
Das Bühnenhaus gilt als weniger sakral als die eigentlichen Tempelgebäude. Nach den religiösen Vorschriften muss die offene Seite frontal auf den Eingang des Hauptschreins ausgerichtet sein, bei zwei nebeneinander liegenden, gleich bedeutenden Schreinen muss die Front des Bühnenhauses auf die Mitte zwischen beiden zeigen. Da während der Aufführungen unreine Dinge (ashuddham) stattfinden, wozu der drastisch dargestellte Kampf und der Tod von Helden und Dämonen gehört, braucht es den genau einzuhaltenden Abstand zur Tempelmauer von 101 Fuß. Diese magische Zahl wird auf etwa 33,5 Meter umgerechnet. Ein sakrales Bühnenhaus eigens für Schattenspielaufführungen gibt es weltweit nur in Kerala. Falls kein Bühnenhaus zur Verfügung steht, wird auf dem Tempelgelände ein hüttenähnliches Provisorium errichtet.

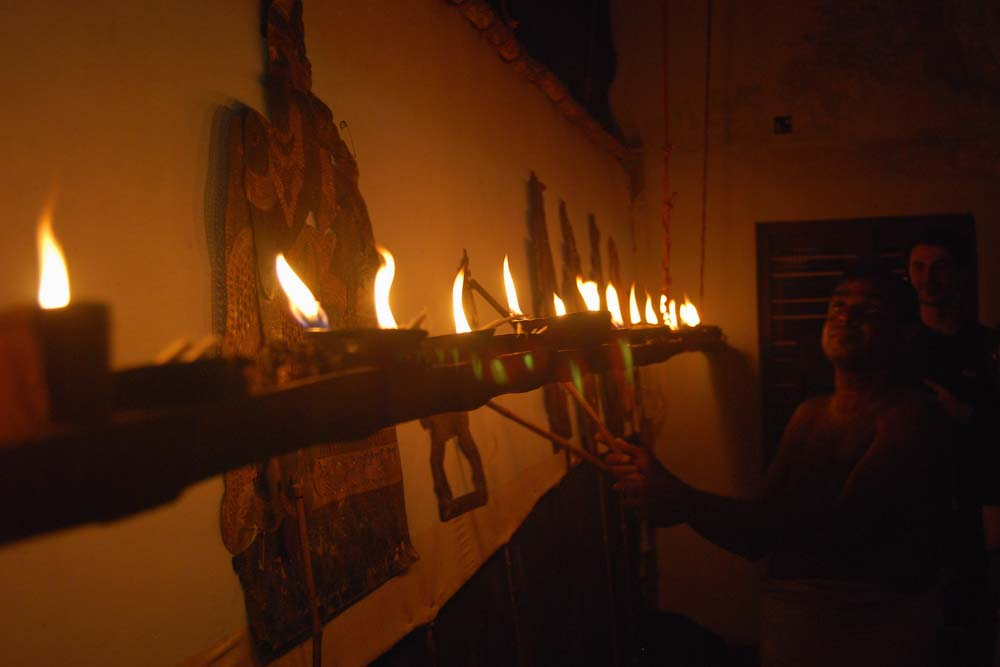
Brett mit 21 Öllampen hinter der Leinwand

Dicht hinter der Leinwand wird nach der traditionellen Methode an zwei am Dachgebälk befestigten Seilen ein waagrechtes Brett in halber Höhe aufgehängt, auf dem in gleichmäßiger Anordnung 21 Öllampen (vilakku) für die Beleuchtung sorgen. Sie bestehen aus mit Kokosnussöl gefüllten, frisch geöffneten Kokosnusshälften oder aus Tonschalen, über deren Rand ein dicker Docht aus Stoffstreifen herausragt. Elektrische Glühlampen sind die moderne, billige Variante. Die nicht benötigten Spielfiguren werden in einem Bambuskorb an der mittleren Rückwand aufbewahrt.
Zur Begleitung des Eröffnungsrituals spielt ein Musikensemble vor der Bühne mit drei Röhrentrommeln und einem Paarbecken elathalam. Die führende große Trommel chenda wird mit zwei Stöcken auf das obere Fell geschlagen. Sie wird von einer kleineren para (ezhupara) und einer ähnlichen idvara begleitet, die auf beide Felle geschlagen werden. Die idvara ist etwa 30 Zentimeter lang bei einem Durchmesser von 23 Zentimetern. Alle drei Trommeln sind aus Jackfruchtbaumholz gefertigt, mit Kalbshaut bespannt und werden an einem Gurt über der linken Schulter getragen. Para und idvara gehören speziell zu diesem Schattentheater und werden während der Aufführung hauptsächlich bei den Kampfszenen und zum Aufmarsch der Helden eingesetzt. Zu größeren Ensembles oder besonderen Anlässen gehören fallweise die zweifellige Doppelkonustrommel madhalam, eine Kegeloboe kuzhal (ähnlich der mukhavina), die gebogene Naturtrompete kombu, ein Schneckenhorn (shankha) und der kleine Handgong chengila. Die Figuren werden an Holzstäben gehalten. An manchen sind kleine Zimbeln (cilappu) befestigt, die erklingen, sobald die Figuren bewegt werden. Bei Tanzszenen schüttelt der Vorführer die cilappu heftig zwischen seinen Fingern. Die Musiker gehören nicht zu den Pulavar-Familien, sondern zu anderen Kasten.

### Ablauf der Aufführung

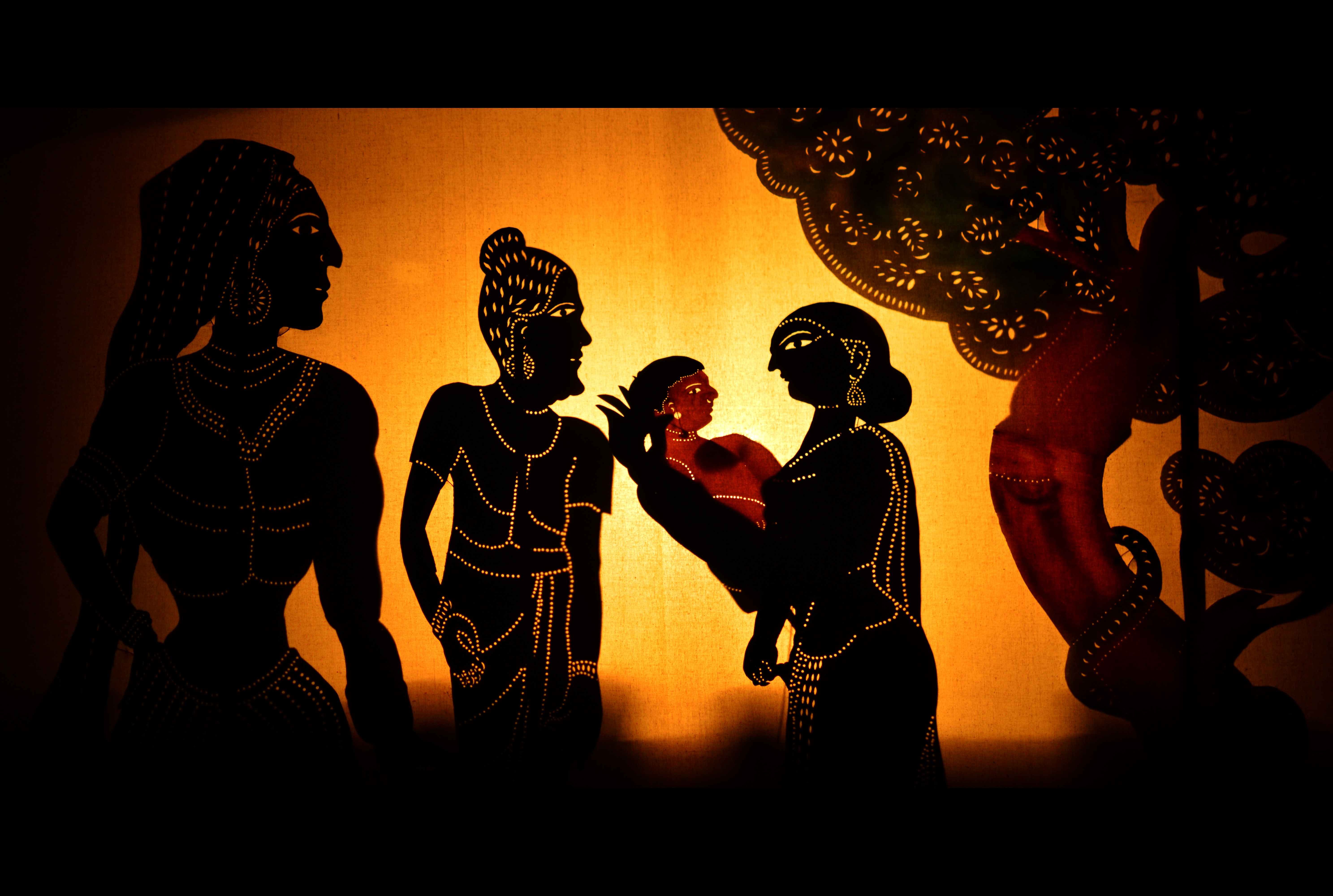
Zuschauerseite

Die Schattenspieler sprechen eine Mischung aus Malayalam und Tamil mit einigen Sätzen auf Sanskrit. Wiedergegeben wird der Ramayana-Mythos in der Version des Dichters Kamban, die als Kambaramayanam bekannt ist. Das vermutlich im 12. Jahrhundert niedergeschriebene Kambaramayanam besteht aus rund 10.500 Versen zu je vier Zeilen. Es ist nur halb so lang wie das Ramayana Valmikis und eignet sich daher besser für eine dramatische Präsentation. Die aus dem Kambaramayanam erstellte Bühnenfassung (adal parru, aus adal, „Tanz“, „Schauspiel“ und parru, „Übernahme“, „Anpassung“) enthält etwa 3200 Verse, die in mehreren Abschriften als Palmblattmanuskripte überliefert sind; eine der Abschriften, die um 1908 oder in das Jahr 1848 datiert wird, umfasst 292 Palmblätter. Nach Stuart Blackburn (1996) tragen die Schattenspieler höchstens 2000 Verse vor, davon geben sie rund 70 Prozent der Verse mit maximal zwei Wörtern Abweichung vom Palmblatttext wieder, bei weiteren 10 Prozent stimmt eine der vier Zeilen nicht überein und die übrigen 20 Prozent gehören nicht zum schriftlich fixierten Repertoire. Wenn an manchen Stellen im Kambaramayanam eine Episode in mehreren Versen zusammenfassend erzählt wird, rezitieren die Schattenspieler häufig nur den ersten Vers textgetreu und geben den Rest verkürzt mit eigenen Worten wieder.
Bei einer 21 Nächte dauernden Aufführung wird der in den sechs Büchern (1) Balakandam, (2) Ayodhyakandam, (3) Aranyakandam, (4) Kishkindhakandam, (5) Sundarakandam und (6) Yuddhakandam gesammelte Inhalt des Kambaramayanam folgendermaßen aufgeteilt: Buch 1 wird in den ersten drei Nächten aufgeführt, Buch 2 bis Buch 5 erstrecken sich jeweils über zweieinhalb Nächte und Buch 6 über die letzten acht Nächte. Die Aufführungen beginnen gegen 22 Uhr, dauern bis zu neun Stunden und enden mit abschließenden Ritualhandlungen am frühen Morgen. Der Inhalt ist in 21 szenische Blöcke gegliedert, in denen 151 Hauptszenen enthalten sind. Mit diesem zentralen Teil des Schattenspiels gehen je nach Dauer des Tempelfestes mehr oder weniger vollständig durchgeführte Ritualhandlungen einher. Diese werden teilweise ohne Publikum am Eröffnungstag und in der letzten Nacht praktiziert.
Vorbereitende Handlungen, die außerhalb des Bühnenhauses im Hof des Tempels stattfinden, dienen zunächst der Huldigung der Göttin Bhagavati und manchmal auch der Göttin Bhadrakali. Der Orakelpriester des Tempels (veliccappatu, auch velicchappadu, sinngemäß: Medium, das über intuitive Offenbarung verfügt) entzündet an der Lampe vor dem Schrein der Bhagavati eine Hängelampe (tukku vilakku), die zum Bühnenhaus gehört. Die Lampe wird später am Dachüberstand vor der Leinwand (kuta) aufgehängt. Der Priester überbringt den Pulavar-Schattenspielern und deren Spiel den Segen der Göttin. Danach begeben sich die Schattenspieler und die Musiker in einer feierlichen Prozession von den Außenmauer des Tempelgevierts zum Bühnenhaus. Die Spieler richten vor dem Bühnenhaus ehrerweisende Gesänge an Ganesha, Nataraja, Parvati, Sarasvati, Vishnu und andere Götter und werden dabei vom gesamten Musikensemble begleitet. Parallel dazu werden einige wesentliche Spielfiguren hinter der aufgespannten Leinwand positioniert. Der gesamte Bühnenaufbau kann mit Blumengirlanden geschmückt werden.
Tholpavakuthu ist in erster Linie ein religiöses Ritual, insofern ist die für ein Schauspiel essentielle Interaktion mit einem Publikum nicht erforderlich. Ritualhandlungen im Bühnenhaus können praktisch nur von den Akteuren selbst und einem beschränkten Kreis von ihnen Nahestehenden beobachtet werden. Es ist nicht üblich, dass große Zuschauermengen das Schattenspiel die ganze Nacht aufmerksam verfolgen. Entweder gibt es Aufmerksamkeit anziehende, parallele Aktivitäten auf dem Tempelgelände oder es herrscht bei kleineren Tempeln weitgehend nächtliche Ruhe auf dem Platz vor dem Bühnenhaus und Zuschauer finden sich lediglich zum Beginn oder zum Ende der Vorstellung ein. Dies unterscheidet Tholpavakuthu beträchtlich von anderen Ritualtheatern in Indien. Eine Zuschauerin ist zumindest gedanklich für die Akteure stets präsent: die Göttin Bhadrakali.

#### Vorspiel

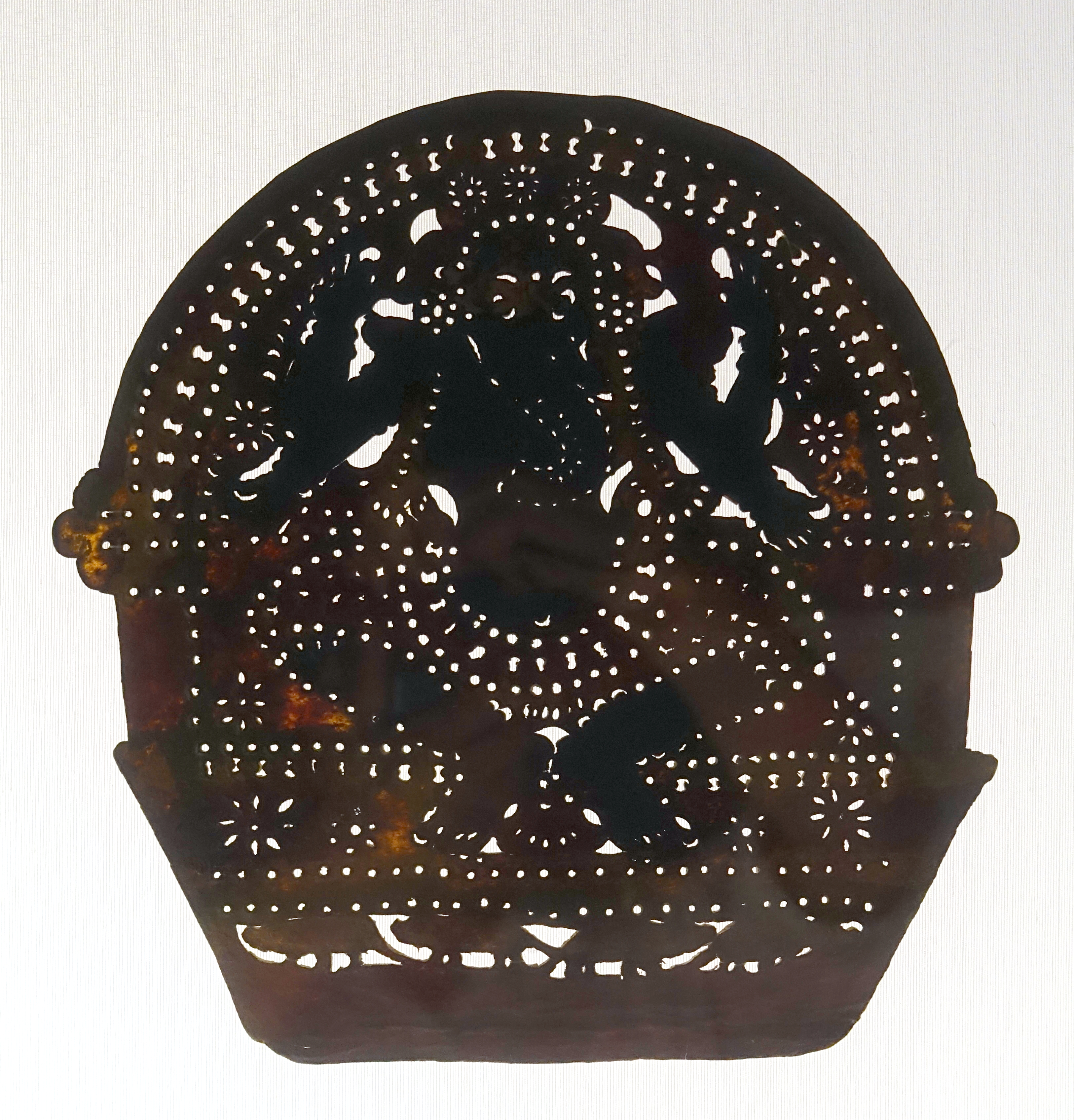
Ganesha im Museu do Oriente, Lissabon

Das Vorspiel (purva ranga) gehört seit dem altindischen Sanskrittheater zu den obligatorischen Ritualen am Beginn jedes Schauspiels oder Tanzdramas. Festgelegt ist dies in Bharatas um die Zeitenwende entstandenem Werk Natyashastra. Beim Schattenspiel in Kerala setzt sich das purva ranga aus einer Abfolge sakraler Handlungen zusammen, die alle das Ziel haben, die Götter gnädig zu stimmen.
Nachdem die Hymnen gesungen sind, entzündet der Senior-Schattenspieler (mutu-Pulavar, Sanskrit mutu „alt“, daraus „große Weisheit“) einige Dochte an der Hängelampe, die daraufhin gelöscht wird und schwenkt die brennenden Dochte dreimal in Richtung der Zuschauer und des Tempels. Die Zeremonie nennt sich diparadhana (Verehrung einer Gottheit durch schwenkende Öllampe). Dann überträgt er das Feuer auf die Öllampen hinter der Leinwand. Als Nächstes folgen Weihehandlungen (ranga puja) für das Bühnenhaus und die darin befindlichen Gegenstände, bei denen alle im Haus versammelten Akteure hinter dem Vorhang Anrufungssilben und Hymnen singen. Nachdem, von lauten Trommelschlägen unterbrochen, dreimal Anrufungssilben gesungen wurden, werden die an den Bildschirm gestellten Figuren beiseite gelegt. Zu einem purva ranga gehört stets die nun folgende Anrufung Ganeshas, den seine außen an den blauen Vorhang gelehnte Schattenspielfigur repräsentiert. Ihm werden zwei Bhatta-Figuren beigesellt und auf einer Matte davor Opfergaben (Kokosnüsse, Bananen, Betelblätter und -nüsse, Räucherstäbchen) abgelegt. Auf das allgemeine Anrufungsgebet (mangalacarana) folgen Hymnen, die direkt an Ganesha, Bhadrakali, Vishnu, Rama und an weitere Inkarnationen Vishnus gerichtet sind. Der rundleibige Ganesha benötigt weitere Opferspeisen (Reis, Früchte und Süßigkeiten, einen payasam genannten süßen Reispudding, sambrani genanntes Benzoeharz), heiliges Wasser (tirtham) und zwei metallene Stehlampen (nila vilakku). Eine grobe Aufzählung umfasst 20 unterschiedliche Gaben. Der Senior-Schattenspieler schüttelt die Handglocke (ghanta) und spricht ein Mantra für die Anwesenheit der Götter und gegen den Einfluss der Dämonen. Weitere Segnungen sind an die Akteure und an bedeutende Gäste gerichtet. Junge Schattenspielschüler können bei dieser Gelegenheit in die Truppe aufgenommen werden. Die Schlusshymne des Vorspiels, die unter anderem den Wunsch der Schattenspieler enthält, während der Vorführung die Verse gut aufsagen zu können, singt der Senior vor und die anderen wiederholen sie. Währenddessen geht der Senior von einer zur nächsten Öllampe und entzündet über jeder ein kleines Leuchtfeuer in der Art von Wunderkerzen.

#### Auftritt der Bhattas und Pulavars
Bhatta, verkürzt aus Sanskrit bharata, heißt eine Subkaste der Brahmanen in Kerala, die aus Tamil Nadu eingewandert sind und in Kerala vermutlich ab dem 10. Jahrhundert als Rezitatoren und epische Sänger (granthika) auftraten. Brahmanen dieser Berufsgruppe tragen den Namenszusatz Bhatta, der seit dem 20. Jahrhundert als Bezeichnung einer Subkaste alle nicht zu den Nambudiri gehörenden Brahmanen in Kerala umfasst.
Es gibt im Schattenspiel heute noch vier namentlich unterschiedene Bhatta-Figuren, von denen meist nur Mutta und Gangayadi eingesetzt werden. Der Auftritt der Bhattas bot früher für die Schattenspieler die Gelegenheit, in einem festgelegten formalen Rahmen in freien Dialogen über religiöse, philosophische und sonstige Themen die Zuschauer zu belehren. Dies setzt professionelle Schattenspieler mit einer entsprechenden Bildung voraus, die bei den heutigen nebenberuflichen Vorführern kaum noch gegeben ist. Um Tanzbewegungen anzudeuten, müssen die Figuren zusammen mit geräuschvollen Fußschellen, die ansonsten Tänzer an den Fußgelenken tragen (salangai, auch ghungru), ständig geschüttelt werden. Anstelle der früheren Diskussionen zur Einführung des Themas wird erklärt, dass sich die Bhattas auf einer Pilgerreise befinden und sie nun in den Distrikt Palakkat gekommen sind.
Dem Auftritt von Ganesha und dem Senior-Bhatta folgt bald der zweitrangige Bhatta. Sie beschwören den Sieg Ramas, der das Gute verkörpert, über Ravana, das personifizierte Böse. Im folgenden Dialog fragen die beiden Bhattas ins Publikum, ob auch alle da sind, um die Aufführung anzusehen. Die Frage ist ein altes und weit verbreitetes Ritual und wird genauso in manchen Liedgattungen von Sängern in Afrika wie vom Vorführer des Kasperletheaters an Kinder gestellt. Mit der mehrmals wiederholten Anrufung „Hari Govinda“ wird Krishna gewürdigt, auf dessen Bedeutung hingewiesen und diese anschließend in Strophen erklärt. Die nachfolgenden, gesungenen Strophen sind Ganesha gewidmet: Der erste Vierzeiler (stotra) wird in fast reinem Sanskrit, der zweite Vierzeiler in Tamil vorgetragen. Weitere Vierzeiler gelten unter anderem Subramanya, Kamakshi, Mahisasuramardini (Göttin Kali als Büffeltöterin) und Bhagavati. Die Bhattas wollen wissen, worin die Bedeutung der Bhagavati besteht und lassen eine Antwort folgen, in der sie etwas über die Geschichte des Tempels erzählen, in welchem das Schattenspiel aufgeführt wird. Die Bhattas verabschieden sich und verschwinden von der Leinwand.
Ungewöhnlich ist, dass für den nun folgenden Auftritt der Pulavars wieder dieselben Bhatta-Figuren genommen werden. Der Logik anderer Schattenspieltraditionen folgend müssten, wenn die Schattenspieler sich selbst zeigen wollten, ihre eigenen Ahnen als Figuren auf der Bühne erscheinen. Die Ahnen und Erzeuger der Schattenspieler in anderen Traditionen, etwa die Figur des Killekyata im Togalu gombeyaata von Karnataka, sind allgemein mit körperlichen Gebrechen ausgestattet und werden als Spaßmacher mit einer Neigung zu sexuellen Übergewichtungen charakterisiert. Dies wird auf alte außerhinduistische Fruchtbarkeitskulte bezogen. Als Nicht-Hindus würden die Figuren nicht zum Umfeld eines Brahmanentempels passen, weshalb die brahmanischen Bhatta-Figuren die Rolle der Pulavar übernehmen.
Die auftretenden Bhatta-Figuren alias Pulavars wenden sich in einer Verehrungshandlung (guru vandanam) an ihre Ahnen und Lehrer. Die Pulavars bedanken sich, dass sie den Beruf des Schattenspielers von ihren Vorgängern überliefert bekamen. Namentlich werden die Ahnen in einer genealogischen Reihe bis zu den ältesten Gurus zurück aufgeführt und um ihren Segen gebeten.
Einen kurzen Moment verschwinden die Figuren von der Leinwand, dann kehren sie in ihrer eigentlichen Eigenschaft als Bhattas wieder zurück und deklamieren erneut ihr bekanntes „Hari Govinda“. Es folgen längere Segenswünsche an mehrere Würdenträger, Lobpreisungen an Ganesha und weitere Götter. In diesem Zusammenhang wird die Grundlage des für das Schattenspiel verwendeten Ramayana-Textes erklärt: Die Bhattas sagen, dass das Ramayana in der Version von Shambu (Beiname Shivas) aus 100.000 Versen (shlokas) besteht, in der anonymen Fassung Mahanataka (auch Hanumanataka, weil dem mythischen Hanuman zugeschrieben) aus 60.000 Versen, in der Version Valmikis aus 24.000 und dass das Kambaramayanam aus 12.026 Versen besteht. Daraus haben die Pulavars, so sagen die Bhatta-Figuren 1200 Verse für ihr Spiel übernommen. In reimlosen Tamil-Versen (ahaval, Blankvers) geben die Bhattas den Inhalt der im Folgenden dargestellten Ereignisse aus dem Ramayana wieder. Die Schattenspieler bedanken sich namentlich bei allen Mitgliedern der Familie, die ihnen an diesem Tag ein festliches Essen servierte – Bhagavati und Rama mögen sie segnen – und nehmen die Figuren von der Bildfläche. Das eigentliche Stück beginnt.

#### Epische Handlung

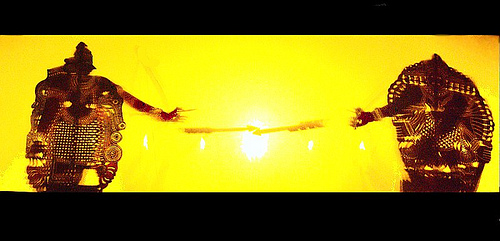
Kampfszene, in der Pfeile fliegen.

Bei 21 Nächten wird das sechste Buch Yuddhakandam in acht Nächten ausgebreitet, eine 14 Nächte dauernde Aufführung fasst den Inhalt der ersten fünf Bücher in der ersten Nacht zusammen. Die abschließenden Szenen der ersten Nacht gehören in diesem Fall zum Beginn des sechsten Buches: Rama steht auf einem Hügel und beschreibt Lakshmana, was er im feindlichen Land Lanka erblickt. Sein Gegenspieler Ravana steht auf einem Gopuram im Norden von Lanka und entdeckt das Armeelager Ramas.
Entscheidende Kämpfe werden drastisch inszeniert. Beim finalen Kampf zwischen Rama und Ravana, der von beiden Seiten mit einem Großaufgebot an Wunderwaffen geführt wird, wachsen dem bereits tot daliegenden Ravana immer neue Köpfe nach. Rama bittet den Sonnengott Surya um Hilfe, der ihm empfiehlt, zuerst das sich in Ravanas Unterleib verborgene Gefäß mit unsterblich machendem Lebenselixier (amrita kalasha) zu zerstören und dann in seine Brust zu schießen. Als Rama das Gefäß zerbricht, wird hinter der Bühne eine Kokosnuss am Boden aufgeschlagen und draußen wird ein Schuss abgefeuert. Als Ravana endgültig tot ist, spritzt eine rote Flüssigkeit über die Leinwand.
Es folgt noch eine wesentliche Szene, in welcher die von Ravana festgehaltene und nun befreite Sita ihre Unschuld durch ein Gottesurteil beweist. Lakshmana hat einen Scheiterhaufen errichtet und angezündet, in dessen Flammen sich Sita wirft. Falls diese Szene dargestellt und nicht nur darüber berichtet wird, werfen die Schattenspieler brennbares Material in die Öllampen, sodass Funken aufsteigen. Der Feuergott Agni erscheint aus dem Scheiterhaufen und mit ihm seine Frau Svahadevi, die Sati ergreift und unverletzt davonträgt.
Nachdem der zürnende Rama endlich besänftigt ist, eilen Sita, Rama und ihre Verbündeten durch die Lüfte nach Ayodhya zurück, wo die Krönungsfeierlichkeiten für Rama vorbereitet werden. Die Einzelheiten beim Empfang in der Heimat werden nur erzählt. Stattdessen gibt es eine Unterbrechung und hinter der Leinwand findet eine Puja für Ganesha und alle anderen Götter statt. Für die Zuschauer erkennbar lehnt außen am blauen Tuch die Figur des Ganesha, flankiert von zwei Bhatta-Figuren.
Das abschließende Geschehen ist die Krönungszeremonie (pattabhishekam, aus Sanskrit patta, „Stirnbinde“, gemeint „Krone“, und abhisheka, „rituelle Handlung“). Da alle Bösewichte vernichtet sind, müssen die Figuren nicht mehr in Gut = rechts und Böse = links angeordnet werden. Rama sitzt in der Mitte auf seinem Thron und die gesamte Bildschirmbreite ist mit den wichtigsten Figuren (Götter und Helden) ausgefüllt. Unmittelbar neben Rama befinden sich Sita, Lakshmana (jüngerer Bruder und engster Weggefährte Ramas), Bharata (Halbbruder Ramas), Shatrughna (Ramas jüngster Bruder) und Vibhishana (zwar jüngerer Bruder Ravanas, aber von edlem Charakter). Hanuman und die übrigen Führer des Affenheeres sind ebenfalls versammelt. Alle Figuren werden mit Blumenkränzen oder Blüten auf der Stirn geschmückt. Der Spielführer vollführt eine Reinigungszeremonie vor den Figuren, bei der er sie mit heiligem Wasser bespritzt und ununterbrochen die Handglocke klingen lässt. Es folgen aufwendige Opferhandlungen. Einen Teil der vor den Figuren abgelegten Opferspeisen (prasadam) übergibt der Senior-Spieler als Segnung an die Teilnehmer und für die übrigen Anwesenden spricht er ein Bittgebet (prarthanam). Alle Mitwirkenden knien abschließend im Bühnenhaus vor den Schattenfiguren, falten ehrerweisend die Hände und berühren den Boden (namaskaram).
Das zeremonielle Geschehen ist die Abschlusshandlung und zugleich in seinem symbolischen Gehalt die Krönung Ramas und versinnbildlicht dessen Verbindung mit Sita. Der Spielführer unterbricht den Ablauf und liest die sorgsam registrierten Namen aller Besucher vor, die Geschenke (heute praktisch der Eintrittspreis) für den Tempel abgegeben haben. Zwei weibliche Apsara-Schattenfiguren führen einen Tanz zu Ehren von Rama und Sita vor. Mit einem Abschiedsgebet ist die Aufführung beendet, der Spielführer zerschneidet die Leinwand und die Mitwirkenden nehmen die Streifen als Geschenk mit nach Hause.

## Ritueller Zusammenhang

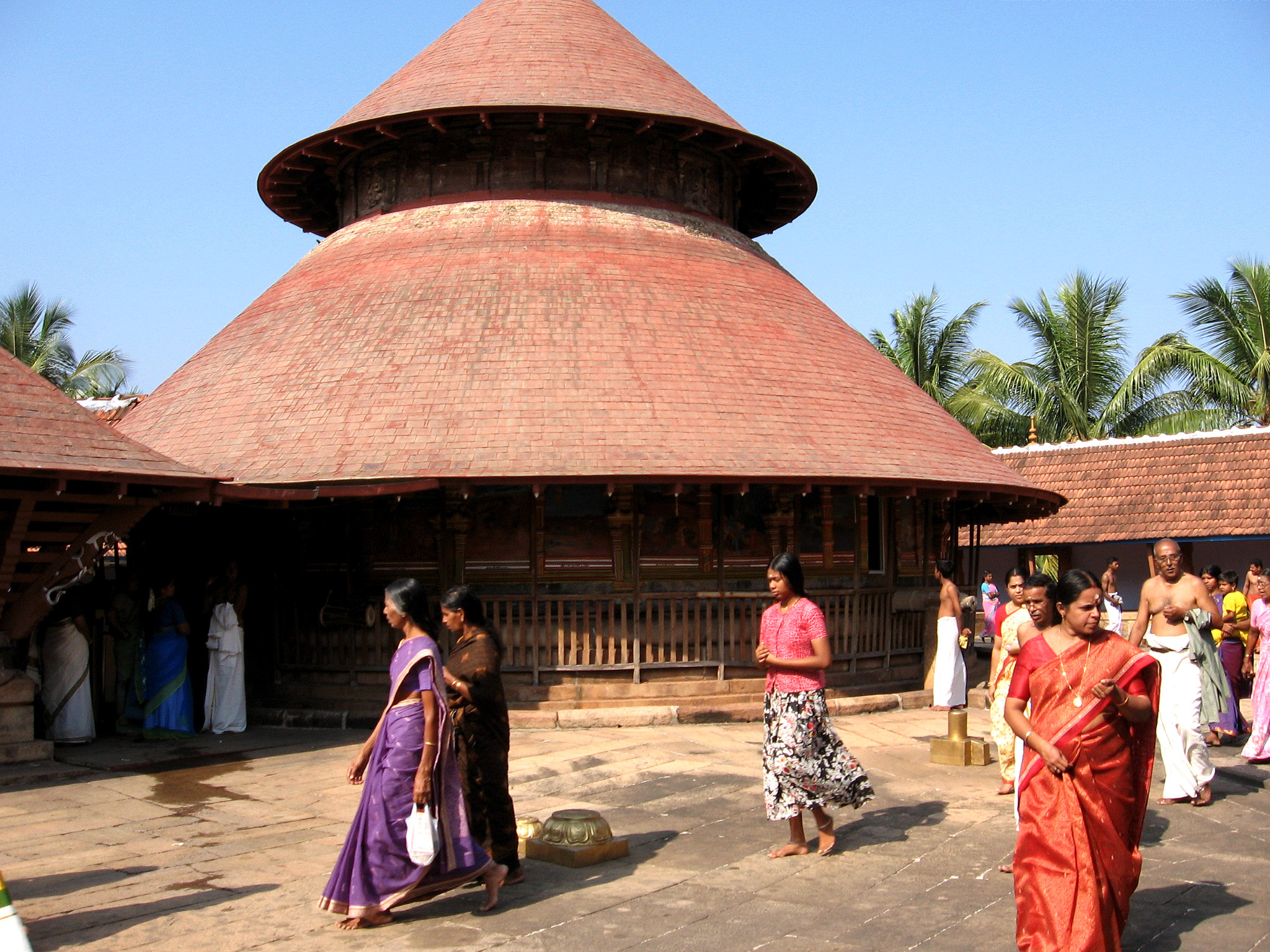
Srikovil, Hauptschrein, den der Orakelpriester umrundet. Kachankurichi-Tempel im Dorf Kollengode, Palakkad-Distrikt

Das Schattenspiel von Kerala unterscheidet sich durch seine Einbindung in einen religiösen Kult grundsätzlich von allen anderen Schattenspieltraditionen. Es gibt im Tholpavakuthu zwar zwei Spaßmacherfiguren, die im Schlachtengetümmel hilflos herumeilen oder Faxen machen, sie sind aber in ihren körperlichen Merkmalen und Aktionen relativ unauffällig. Dies steht im Gegensatz zu den häufig missgebildeten und mit einem übergroßen Phallus ausgestatteten Komikfiguren bei anderen Schattenspielen, die üblicherweise als groteskes Paar im Zentrum des Geschehens stehen. Hierzu zählen etwa Killekyata in Karnataka, Kethigadu in Andhra Pradesh, Semar im wayang kulit auf Java, Twalèn auf Bali, Pak Dogoh in Malaysia und Karagöz in der Türkei. Die sexuellen Anspielungen bei den anderen indischen Schattenspielfiguren gehen vermutlich auf vorhinduistische Fruchtbarkeitskulte zurück. Diese Charaktere, die einst auch im Schattenspiel von Kerala vorhanden waren, gingen mit der Einbeziehung in den brahmanischen Kult verloren, die Bhatta-Figuren übernahmen lediglich deren Erzählerrolle.
Die Beziehung zum Bhadrakali-Kult ergibt sich aus einer Legende, die mit der Erschaffung der Göttin Bhadrakali zusammenhängt. Lankalakshmi, die wegen Pflichtverletzung zur Wächtergottheit von Ravanas Reich verdammte Begleiterin Shivas, musste in Gestalt einer Dämonin so lange den Berg Suvelagiri am Nordende Lankas bewachen, bis Hanuman auf der Suche nach Sita vorbeikommen, sie töten und dadurch von ihrem Fluch erlösen würde. Als dies tatsächlich geschehen war, wollte Lankalakshmi noch eine Weile auf der Erde verweilen, um die weiteren, im Ramayana geschilderten Ereignisse bis zum Tod Ravanas mitzuerleben. Jedoch erhielt sie eine Botschaft der Göttin Parashakti (Mahakali), sie möge sofort in den Götterhimmel kommen, um ihr beim Kampf gegen den Dämon Daruka beizustehen. Als Lankalakshmi dies ablehnte, versprach ihr der Bote als Belohnung für ihre Mithilfe, die Götter würden sie zur Göttin Bhagavati erheben und in dieser Eigenschaft dürfte sie jedes Jahr ihr zu Ehren ein Schattenspiel sehen, in welchem die ihr entgangene Geschichte um Rama, Ravana und Sita nacherzählt wird.
Die Bhagavati-Tempel werden von Nambudiri-Brahmanen verwaltet. Der erwähnte männliche Orakelpriester (veliccappatu) oder seine seltenere weibliche Entsprechung (nani) übernimmt ausnahmsweise beim Puram-Fest gewisse kultische Aufgaben. Der Orakel-Priester stellt ein kultisches Bindeglied zwischen dem Tempel und dem Schattenspiel dar. Er wird an jedem Abend des Tempelfestes tätig, nachdem er zuvor eine komplizierte Reinigungszeremonie, Ankleidung und die Weihe vor dem Bhadrakali-Schrein vollzogen hat. Mit einem weißen Wickeltuch (mundu) um die Hüften und darüber einem roten Seidensari (pudava) bekleidet und mit seinen Insignien – Bronzeschwert (palli), Messinggürtel (aramani) und Messingfußringen (silambi) – ausgestattet, wirft er sich zur Verehrung vor dem Bhagavati-Schrein auf den Boden und beginnt anschließend einen Tanz, begleitet von zwei Trommeln (chenda). Mit lange herabhängenden Haaren und dem Schwert in der erhobenen rechten Hand fällt er alsbald in Trance. Dieser Zustand wird am heftigen Schütteln seines Körpers bemerkbar. Während des Tanzes, bei dem er sich überwiegend auf der Stelle im Kreis dreht, stößt er laute Schreie aus, was als Zeichen von Besessenheit gedeutet wird. Dann umschreitet er zusammen mit einem Helfer, der eine Öllampe vorausträgt, rituell den Tempel, gefolgt von den Trommlern. Die im Tempel entzündete Lampe trägt er anschließend zum Bühnenhaus.
Besessenheitskulte gehören in unterschiedlichen Formen zur Verehrungspraxis der Bhadrakali. Sie werden von Brahmanen und von Nicht-Brahmanen durchgeführt. Besessene Darsteller im Kult für Bhadrakali kommen in den Ritualtanztheatern Mutiyettu, Padayani und Teyyam vor; zur Verehrung des männlichen Schutzgottes Ayyappan wird in Kerala das Ritualtheater Ayyappan tiyatta aufgeführt, im Südwesten von Karnataka basiert das Ritualtheater Nagamandala auf einem alten Bhuta-Kult, mit dem Geister beschworen werden. Zentraler Teil beim Nagamandala ist die Herstellung eines großen Bodenbildes (mandala) mit Farbpigmenten. Ein solches überlebensgroßes Bild der Bhadrakali wird auch in einer Nacht des Puram-Festes in einem Nebengebäude des Tempels auf den Boden gemalt. Die Akteure stammen aus der Maler-Kaste. Sobald sie ihr Werk vollendet haben, vollführt der Orakelpriester in Trance und wild mit seinem Schwert fuchtelnd einen Tanz, bei dem er, von schnellen Trommel- und Beckenschlägen begleitet, das Bild dreimal umrundet. Anschließend begibt er sich zum Schrein der Bhadrakali zurück, wo er sich in einer zur Ankleidezeremonie umgekehrten Prozedur seiner Ritualgegenstände entledigt, die offenen Haare wieder zu einem Knoten bindet und so geht, wie er gekommen war.

## Soziales Umfeld
Im Idealfall können Schattenspieler der Pulavar über 3000 Verse auswendig aufsagen, die Figuren kräftezehrend lange Zeit effektvoll bewegen, mit ihrer Stimme unterschiedliche Charaktere sprechen lassen, zwischendurch witzige Bemerkungen zu aktuellen Dingen improvisieren und die Figuren selbst herstellen. Dazu benötigen sie eine fundierte philosophisch-historisch-literarische Bildung. Schattenspieler dieses Formats sind seit der Mitte des 20. Jahrhunderts äußerst selten geworden. Die aus anderen Kasten stammenden Musiker sollten ihre Instrumente beherrschen. Friedrich Seltmann (1972 und 1986) beklagt das unterdurchschnittliche handwerkliche Niveau der meisten Aufführungen, etwa wenn die stimmlichen Fähigkeiten nicht ausreichen, männliche und weibliche Figuren unterscheidbar zu machen. Er fand 1978 noch elf Schattenspieler, welche die Texte für eine 14-tägige Aufführung beherrschten, insgesamt gab es etwa 40 aktive Schattenspieler.
Die Pulavar vererben ihren Schattenspielberuf auf einen oder mehrere ihrer Söhne. Frauen üben die Tätigkeit nicht aus und haben nichts mit dem Umfeld des Schattenspiels zu tun. Wegen Nachwuchsmangel können auch Schüler (shishya) aus anderen Kasten zur Ausbildung zugelassen werden. Sie beginnen die Ausbildung im Alter von sechs oder sieben Jahren. Der Lehrer (in den darstellenden Künsten sutradhara, allgemein guru) unterrichtete früher zehn Jahre lang, seit den 1970er Jahren beträgt die Unterrichtszeit etwa die Hälfte. Die Unterrichtsmethode beruht auf Nachahmung und Wiederholung. Der Schüler sitzt bei Aufführungen im Hintergrund und übernimmt mit wachsenden Fähigkeiten immer anspruchsvollere Nebentätigkeiten. Zu Hause schreibt er mit Hilfe seines Lehrers die Texte ab und lernt sie auswendig. Am Ende seiner Ausbildungszeit wird er in einem feierlichen Aufnahmeritual (Sanskrit ashirvada, Malayalam ashirvadam, „Segnung“), das während der Anrufung der Götter zu Beginn einer Vorführung stattfindet, in den Kreis der anerkannten Schattenspieler aufgenommen. Der Schüler muss sich bei diesem Ritual vor jedem Mitglied der Schattenspielertruppe auf den Boden werfen (Sanskrit pranamana, „Niederwerfung“) und ihm Geschenke (Blüten, Betelnüsse, Früchte und Geld) überreichen. Die traditionelle Wertschätzung, die Schattenspieler bei der ländlichen Bevölkerung genießen – wegen ihrer Kenntnisse im Bereich der Religion und Mythologie und weil sie bestimmte Opferzeremonien im Tempel praktizieren dürfen, kontrastiert mit der schlechten Bezahlung und dem geringen Auftragsangebot. Versuche, angesichts der Konkurrenz moderner Unterhaltungsmedien durch verkürzte Vorführungen in Konzertsälen, (21 Nächte in 1,5 Stunden) und Einführung neuer Themen den veränderten Sehgewohnheiten der Zuschauer entgegenzukommen, sind nicht geeignet, die verlorengegangene Qualität der Schattenspieltradition zurückzugewinnen.
Die Saison der Tempelfeste dauert in Kerala von Ende Januar bis Mai. Während dieser Zeit reisen die Vorführer umher. Weil mit dem Schattenspiel nur in dieser Zeit Einkommen zu erzielen ist, gehen die Vorführer den Rest des Jahres einer hauptberuflichen Tätigkeit nach und arbeiten im Bauhandwerk, als Weber oder in der Landwirtschaft. Private Aufträge reicher Kunstförderer sind praktisch nicht mehr vorhanden und die Tempel neigen dazu, ihr Jahresfest aus Kostengründen auf weniger Tage als zuvor zu verkürzen. Die Bezahlung wird zwischen dem Spielleiter und seinem Auftraggeber ausgehandelt. Der Spielleiter trifft Absprachen mit allen Mitarbeitern über die Entlohnung, die nach der Hierarchie von den Sprechern der Texte, deren Assistenten, weiteren Gehilfen, die einige Figuren halten, Aufbauhelfern und bis zuunterst den nicht zu den Pulavar gehörenden Musikern abnimmt. Die auftraggebende Tempelverwaltung sorgt für die Materialien (darunter der bis zu 16 Meter langen Leinwand), Opfergaben und Musikinstrumente. Manchmal wird in den Wochen vorher in den umliegenden Dörfern Geld für das Fest gesammelt. Es kommt vor, dass eine Großfamilie die Kosten für einen bestimmten Tag des Tempelfestes übernimmt und andere Familien weitere Tage bezahlen, bis die für das Tempelfest erforderlichen Tage finanziell abgesichert sind. Zuschauer können ein Ticket (natakam) erwerben, das als Opfergabe verbucht wird. Kurz vor der Morgendämmerung, vor allem nach der letzten Vorführung, werden die Namen der Spender über manchmal mehrere Stunden hinweg laut verlesen. Da durch die Spenden der Segen der Götter erwirkt werden soll, finden sich unter den Spendern überdurchschnittlich viele schwangere Frauen, Kranke und in einem Examen stehende Schüler.